# Équipe d'Angola de football à la Coupe du monde 2006
Vous lisez un « bon article » labellisé en 2024.
Le parcours de l'équipe d'Angola de football à la Coupe du monde 2006, organisée en Allemagne, constitue la première et unique participation du pays à la compétition. Éliminées au premier tour, les Palancas Negras (surnom de l'équipe d'Angola) terminent troisièmes du groupe D derrière le Portugal, le Mexique et devant l'Iran.
La participation des Angolais constitue une bouffée d'air pour un pays meurtri par une guerre civile qui a frappé le pays de 1975 à 2002.
Durant les éliminatoires, les Angolais sont dirigés au départ par le Brésilien Ismael Kurtz puis par l'Angolais Luís Oliveira Gonçalves, en place depuis 2003, qui amène la sélection à la Coupe d'Afrique des nations 2006 ainsi qu'au Mondial en Allemagne.
Pendant la compétition, les Palancas Negras, menées par leur attaquant vedette Akwá, n'inscrivent qu'un seul but, subissent une défaite et font deux matches nuls. L'équipe frôle la qualification pour les huitièmes malgré le déficit de jeu et une défense fragile. La sélection termine ainsi troisième du groupe et vingt-troisième dans le classement des sélections lors de ce Mondial.
Cette aventure en Allemagne a donné un espoir au football angolais mais surtout au peuple angolais, qui a souffert par plusieurs années de guerre civile. Cependant, les années qui suivent n'engendrent pas forcément les résultats escomptés ainsi qu'une dégradation des infrastructures et du football angolais. Les Angolais ne se sont depuis plus requalifiés pour la Coupe du monde et n'ont atteint qu'à trois reprises les quarts de finale de la Coupe d'Afrique depuis 2008.

## Qualifications

### Premier tour: le piège tchadien
Les qualifications pour la Coupe du monde 2006 constituent pour l'Angola la sixième participation dans cette compétition. En parallèle, cela constitue aussi les qualifications pour la CAN 2006 en Égypte.
Dans ces qualifications, l'Angola ne fait pas partie des neuf meilleures équipes africaines et dispute un premier tour contre l'équipe du Tchad (surnommée Les Sao) qui participe aux éliminatoires d'un Mondial pour la deuxième fois de son histoire. Pour les joueurs du sélectionneur brésilien Ismael Kurtz,, positionnés comme quatre-vingt-troisième nation au classement FIFA du 22 octobre 2003, la confrontation est censée être facile face au cent cinquante-troisième mondial.
Cependant, lors du match aller, les Tchadiens battent à la surprise générale les Palancas Negras, malgré une ouverture du score de Bruno Mauro à la quarante-neuvième minute, grâce à un triplé de Francis Oumar Belonga (en) et font douter les Angolais. Cette contre-performance des Angolais va conduire la fédération angolaise de football (FAF) à licencier le Brésilien. Pour lui succéder, alors que le nom de Bernardino Pedroto est souvent cité pour prendre la tête de la sélection, c'est finalement Luís Oliveira Gonçalves, sélectionneur des moins de 20 ans angolais, qui est nommé avec comme objectifs de reconstruire et de se qualifier pour le tour suivant.
Au match retour à l'Estádio da Cidadela, le 16 novembre 2003, les joueurs de Luís Oliveira Gonçalves renversent difficilement les Sao, en inscrivant deux buts par Akwá et par Bruno Mauro. Sur l'ensemble des deux matches, les deux équipes sont à égalité (trois buts partout) mais grâce au but marqué à l'extérieur, les Palancas Negras se qualifient pour le tour suivant, sans briller.

### Second tour: la surprise angolaise

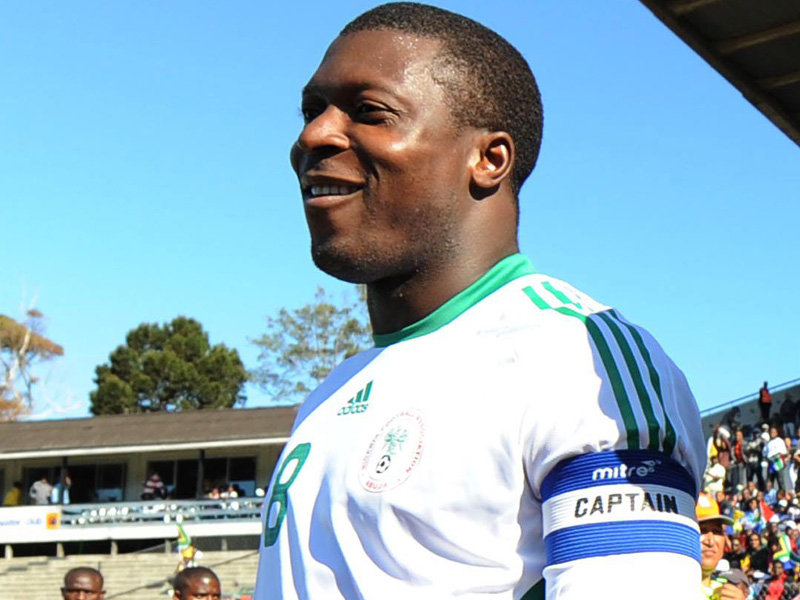
Le Nigeria de Yakubu Aiyegbeni (ici avec le maillot des Super Eagles) est favori du groupe 4.

Après ce difficile premier tour, les Angolais tombent dans le groupe 4. Ce groupe est composé d'une tête de série, le Nigeria qui est favori du fait de sa participation au Mondial 2002 et de ses performances aux deux dernières CAN (à savoir deux fois troisième en 2002 et en 2004), de l'Algérie (qui a été quart-de-finaliste de la CAN 2004), du Gabon, du Rwanda et du Zimbabwe. Au moment du tirage réalisé le 5 décembre 2003 à Francfort (Allemagne), les chances de l'Angola sont faibles, les espoirs sont justes pour la qualification à la CAN 2006.
Après avoir fait match nul et vierge contre l'Algérie lors du premier match, les Angolais créent la surprise lors de la deuxième journée contre le favori nigérian, en s'imposant à domicile sur le score d'un but à zéro. Le buteur est Akwá à la quatre-vingt-quatrième minute. Les trois journées suivantes voient les Palancas Negras remporter deux victoires contre le Rwanda, et le Zimbabwe, et faire un match nul contre le Gabon. Après les matches aller, l'Angola crée la surprise et est premier du groupe avec onze points, soit un de plus que le Nigeria.
Pour les matches retours, les Angolais, qui ont remporté entre-temps la Coupe COSAFA 2004, sont surpris par le Zimbabwe, sur le score de deux buts à zéro, permettant au Nigeria de prendre la tête du classement du groupe 4. Pour l'anecdote, en concédant cette défaite, l'Angola perd au profit du Zimbabwe le titre officieux de « Champion du monde », remporté lors du match gagné contre le Nigeria lors de deuxième journée, soit huit matches sans défaite toutes compétitions confondues.

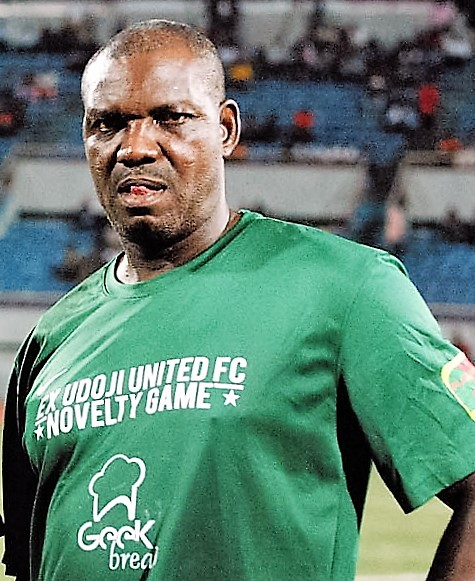
Le Nigérian Augustine Eguavoen est nommé sélectionneur des Super Eagles en juin 2005, avec comme objectifs de se qualifier pour le Mondial 2006 et pour la CAN 2006. Il restera sélectionneur jusqu'en 2007.

Après cela, les Angolais tentent de récupérer la première place, en battant l'Algérie deux buts à un et surtout en profitant du match nul du Nigeria contre le Rwanda (1-1). Ensuite, la confrontation directe entre les Super Eagles et les Palancas Negras le 18 juin 2005 est considérée comme un tournant et celui qui gagne a la voie ouverte à la qualification pour le Mondial. Alors que le Nigérian Jay-Jay Okocha ouvre le score à la cinquième minute, les Angolais n'égalisent qu'à la soixantième minute par Figueiredo et font match nul (1-1). Les deux sélections sont premières exæquo à la huitième journée mais les confrontations directes entre elles donnent l'Angola devant le Nigeria, malgré une différence de buts défavorable à l'Angola. À partir de là, les Angolais comme les Nigérians attendent un faux pas de l'adversaire pour prendre les commandes du groupe.
Lors de la neuvième journée, le statu quo est constaté puisque l'Angola bat facilement le Gabon sur le score de trois buts à zéro alors que le Nigeria écrase l'Algérie sur le score de cinq buts à deux. Avec dix-huit points chacun, la dernière journée va être décisive.
Afin de se préparer pour ce match, la fédération angolaise (FAF) a décidé de suspendre le championnat pour trois semaines, après la vingt-quatrième journée, (25 septembre 2005), afin de se focaliser uniquement sur la potentielle qualification à la Coupe du monde.
La préparation se fait avec des matchs amicaux au Portugal et en Angola : tout d'abord, à Porto le 28 septembre 2005, ils affrontent le club portugais de Boavista et se sont inclinés sur le score de deux buts à zéro. Ce match a permis au sélectionneur Luis Oliveira de convoquer quatre nouveaux joueurs : les défenseurs Joca et Marco Airosa, le milieu de terrain Edson et l'attaquant António Sango,. Puis deux matches de préparation sont organisés en Angola en octobre : ils ont d'abord affronté le club angolais de Benfica de Luanda, qu'ils ont battu sur le score de trois buts à zéro. Ensuite, le 5, ils affrontent un autre club angolais, Petro de Luanda à l'Estadio da Cidadela.
Enfin pour le match décisif contre le Rwanda, comme le rapporte le journal rwandais The New Times, huit officiels angolais présents depuis un mois ont tenté d'influencer les joueurs rwandais à Kigali et c'est pour cela que pour éviter toute tentative d'influence sur le Rwanda, la fédération rwandaise (la FERWAFA) a décidé de délocaliser le camp d'entraînement de Kigali à Byumba, à quatre-vingts kilomètres de la capitale.
João Ricardo - Yamba Asha, Jacinto Pereira, Jamba, Lebo Lebo - André Macanga, Gilberto, Paulo Figueiredo - Akwá, Flávio, Mendonça
Pour la dernière journée, le classement après neuf journées donne une égalité en tête du classement, avec le Nigeria et l'Angola à dix-huit points. Bien que le Nigeria possède une meilleure différence de buts que l'Angola, elle est derrière du fait des confrontations directes (1-0 pour l'Angola au match aller ; 1-1 au match retour). C'est pour cela que la dernière journée est capitale pour les deux sélections qui jouent simultanément à Abuja et à Kigali.

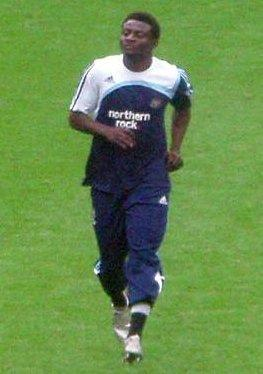
Le Nigérian Obafemi Martins, ici en novembre 2007 avec Newcastle, inscrit un doublé contre le Zimbabwe mais le but d'Akwá brise le rêve de qualification des Nigérians pour le Mondial 2006.

L'ouverture du score à la trente-cinquième minute du Nigérian Obafemi Martins permet au Nigeria de passer à la fois devant dans ce match contre le Zimbabwe et surtout devant l'Angola au classement.
Les Angolais, qui ont été nerveux durant tout le match du fait de l'enjeu et face à des Rwandais qui jouaient à fond, ont eu très chaud en début de la deuxième période lorsque les Rwandais ont touché la barre transversale.
Quant aux Nigérians en deuxième période, Yussuf Ayila et Obafemi Martins sur penalty aggravent la marque et mènent trois buts à un malgré le but du Zimbabwéen Benjani Mwaruwari. Mais alors que Nwankwo Kanu transforme son penalty à la quatre-vingtième minute pour mener quatre buts à un, la stupeur frappe le stade Abuja, saisi par l'ouverture du score des Angolais par Akwá de la tête aux sept mètres à la soixante-dix-neuvième minute, sur un centre du milieu remplaçant Zé Kalanga. Même quand Peter Odemwingie marque le cinquième but, le Nigeria est toujours derrière l'Angola, qui se qualifie à la fois pour la CAN 2006 mais surtout pour le Mondial 2006, à cause des confrontations directes.
Les trois premiers du classement sont qualifiés pour la CAN 2006 et seul le premier est qualifié pour le Mondial 2006. Voici le classement final après les trois matches joués lors de la dernière journée :
| Rang | Équipe   | Pts | J  | G | N | P | Bp | Bc | Diff |  | Résultats (▼ dom., ► ext.) |     |     |     |     |     |     |
| ---- | -------- | --- | -- | - | - | - | -- | -- | ---- |  | -------------------------- | --- | --- | --- | --- | --- | --- |
| 1    | Angola   | 21  | 10 | 6 | 3 | 1 | 12 | 6  | +6   |  | Angola                     |     | 1-0 | 1-0 | 3-0 | 2-1 | 1-0 |
| 2    | Nigeria  | 21  | 10 | 6 | 3 | 1 | 21 | 7  | +14  |  | Nigeria                    | 1-1 |     | 5-1 | 2-0 | 1-0 | 2-0 |
| 3    | Zimbabwe | 15  | 10 | 4 | 3 | 3 | 13 | 14 | -1   |  | Zimbabwe                   | 2-0 | 0-3 |     | 1-0 | 1-1 | 3-1 |
| 4    | Gabon    | 10  | 10 | 2 | 4 | 4 | 11 | 13 | -2   |  | Gabon                      | 2-2 | 1-1 | 1-1 |     | 0-0 | 3-0 |
| 5    | Algérie  | 8   | 10 | 1 | 5 | 4 | 8  | 15 | -7   |  | Algérie                    | 0-0 | 2-5 | 2-2 | 0-3 |     | 1-0 |
| 6    | Rwanda   | 5   | 10 | 1 | 2 | 7 | 6  | 16 | -10  |  | Rwanda                     | 0-1 | 1-1 | 0-2 | 3-1 | 1-1 |     |

Néanmoins, lors d'un contrôle antidopage effectué après le match contre le Rwanda le 8 octobre, le défenseur angolais qui a joué tous les matches de qualification Yamba Asha est contrôlé positif et s'est vu infliger une suspension provisoire d'un mois en novembre 2005 par la FIFA puis suspendu jusqu'au 8 août 2006, l'empêchant de participer à la CAN 2006, au Mondial 2006 et ne peut pas jouer avec son club (AS Aviação).

### Le retour triomphal desPalancas Negrasau pays
Le succès à Kigali a engendré de la joie pour la population dans un pays qui sort depuis trois années d'une longue guerre civile : deux millions de personnes accueillent les joueurs après la victoire à Kigali, à l'aéroport et dans les rues de Luanda. Cela est qualifié comme la plus grande parade du pays depuis son indépendance en 1975. Dans un pays qui est plus axé sur le handball féminin et sur le basket masculin, la qualification surprise de l'Angola a attiré le regard sur le football.
Selon le joueur angolais Mantorras, la clé du succès angolais est le sélectionneur Luís Oliveira Gonçalves : 

« Nous avons un entraîneur très expérimenté Luís Oliveira Gonçalves, qui a le plan maison, car il connaît les joueurs depuis longtemps. Il entraînait les équipes de jeunes et avec lui nous étions champions d'Afrique des moins de 20 ans.
Notre équipe est composée de joueurs issus d'équipes plus jeunes et de joueurs plus expérimentés, comme Akwá et Figueiredo. Dieu merci, nous avons un super coach et une direction fédérale qui fait de son mieux pour nous donner toutes les conditions. »

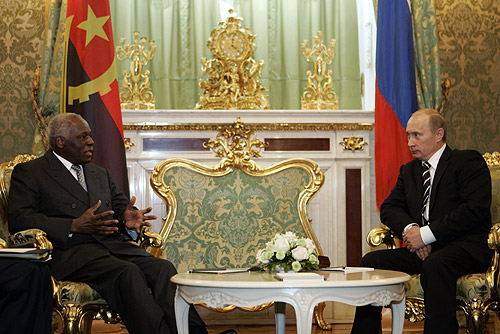
Le président angolais José Eduardo dos Santos, ici en visite officielle au Kremlin le 31 octobre 2006, félicite les Palancas Negras d'avoir mis en lumière le pays.

Quant aux officiels, lors de la cérémonie d'accueil des joueurs au retour de Kigali, le président de la république depuis 1992 José Eduardo dos Santos affirme que la victoire était épuisante, méritante et juste. Il précise aussi que c'est le mérite qui a donné cette qualification. De même, il affirme qu'il n'a « pas encore les mots pour remercier les joueurs qui ont permis de faire connaître l'Angola. [Cette qualification] est la meilleure réponse à tous ceux qui pensaient que l’Angola n’avait pas la possibilité de représenter dignement l'Afrique. »
Quant à la vice-présidente de la FAF, Eufrazina Maiato, elle est heureuse de cette qualification et montre tout son soutien au sélectionneur qu'elle aurait toujours soutenu, d'après ses dires.
Cette qualification est récompensée par différentes récompenses attribuées lors du gala de la station sportive de radio Radio 5 à des membres de cette équipe : tout d'abord, Akwá est honoré du titre de Sportif angolais de l'année 2005, ensuite, le sélectionneur Luís Oliveira Gonçalves remporte le titre de Entraîneur angolais de l'année 2005 puis, Zé Kalanga est la Révélation de l'année 2005 et pour finir, le défenseur Jamba est élu Footballeur de l'année 2005.
Après avoir fêté la qualification historique, la préparation pour l'Allemagne débute. La question du financement du voyage ainsi que du séjour en Allemagne pour le Mondial se pose. Pour cela, le gouvernement angolais va consacrer douze millions de dollars pour le voyage et le séjour en Allemagne. Pour compléter ce financement, une collecte de fonds appelée Eu acredito (« J'y crois » en français) est lancée et a recueilli 97 734,24 dollars américains le 18 octobre 2005 et finalement c'est 175 000 dollars américains, soit 144 000 euros récoltés. Enfin, la banque angolaise Banco Internacional de Credito (BIC) promet de donner 5 000 dollars pour chaque buteur angolais au Mondial. De plus, la BIC offrira 50 000 dollars pour chaque victoire à l'équipe et 50 000 de plus en cas de qualification pour les huitièmes-de-finale.
Lors du départ de la sélection vers l'Allemagne, le 18 mai 2006, une chaîne humaine de plus de sept kilomètres de long entre la Cidadela Desportiva et l'Estádio dos Coqueiros (pt) accompagne les joueurs de la sélection dans une euphorie immense. Enfin, pour soutenir les Palancas Negras, 4 000 à 5 000 supporters angolais font le déplacement vers l'Allemagne.

### Oublier les traumatismes de la guerre civile
Pour les autorités angolaises, la qualification pour le Mondial allemand a permis un boom économique pour le pays en 2005 et en 2006, un record jamais atteint pour le pays. En effet, le pays est le deuxième producteur de pétrole d'Afrique subsaharienne avec 1,3 million de barils de pétrole par jour, derrière le Nigeria en 2005, ce qui a aussi engendré une croissance économique de 20,6 %,, et même d'après le vice-premier ministre de l'époque Severim de Morais, le taux de chômage a fortement chuté pour atteindre les 29,2 % en 2006.
De même, cette qualification historique constitue une bouffée d'air pour la population car l'Angola a été touché consécutivement par une guerre d'indépendance entre 1961 et 1974 puis une guerre civile entre 1975 et 2002, marquant profondément le pays ainsi que sa population. Comme le souligne le journaliste angolais Pedro Alfredo Ramalhoso, dans une interview au Courrier international le 1er juin 2006 : « […] la participation à la Coupe du monde en Allemagne doit à la fois faire connaître le pays et faire oublier la guerre civile. » Cela est aussi corroboré par le journaliste britannique Andy Richardson qui précise le 4 juin 2006 : « Avant la Coupe du monde, la population avait seulement des blessures et des problèmes. Maintenant, nous voyons que c'est bon pour eux de rêver et de souhaiter quelque chose de mieux dans leurs vies. »
Enfin, le ministre angolais de l'Hôtellerie et du Tourisme de l'époque, Dinho Chingunji, fait une déclaration le 10 octobre 2005 après la qualification historique de l'Angola à la Coupe du monde 2006 : « Cette victoire vient remplacer les effets de la guerre, provoqués par les conflits entre « frères » de la même patrie. » Ces témoignages insistent sur les blessures de la population et les divisions au sein du pays de 1961 à 2002.

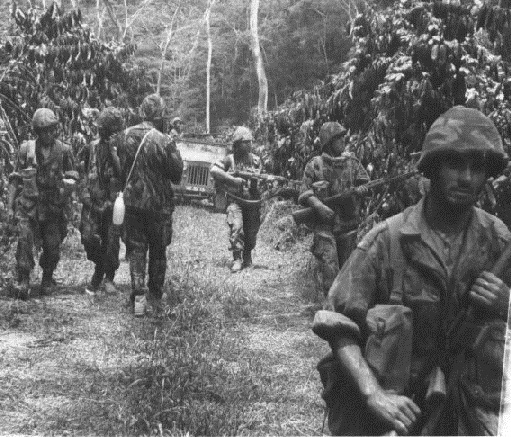
Durant la guerre d'indépendance (1961-1975), le Portugal envoie 65000 soldats portugais en réponse aux soulèvements de février et de mars 1961 et 200000 soldats durant la guerre d'indépendance.

Pour rappel, l'Angola est une colonie portugaise depuis 1575, et connaît une forte velléité d'indépendance dès les années 1960 en contradiction avec le dogme de Salazar (qui défend d'une politique colonialiste et souhaite maintenir l'unité territoriale du « Portugal continental, insulaire et ultra-marin, du Minho au Timor »). La guerre d'indépendance ainsi que la révolution des Œillets vont conduire à l'indépendance angolaise le 11 novembre 1975.
Mais le pays tombe dans une guerre civile entre le MPLA de Agostinho Neto (qui prône une lutte révolutionnaire, soutenu par Cuba et l'URSS) et l'UNITA de Jonas Savimbi (qui est soutenu par l'Afrique du Sud et les Occidentaux). Cette guerre dure de 1975 à 2002 et fait entre 500 000 à 800 000 morts et un à quatre millions de personnes déplacées.

## Une difficile préparation au Mondial allemand

### Première préparation: stage à Marbella

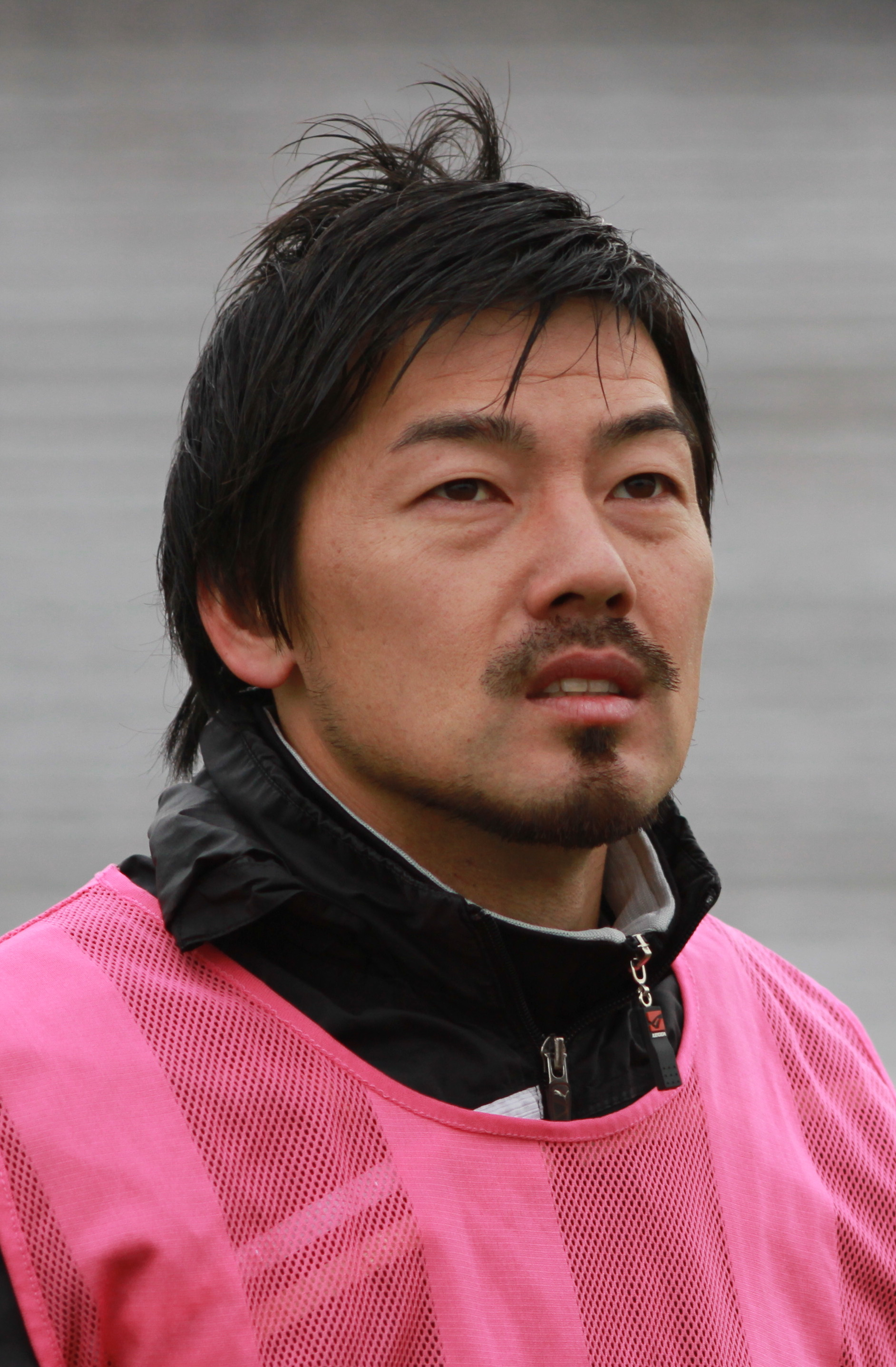
Le Japonais Daisuke Matsui, jouant au MUC 72 depuis 2004, inscrit le seul but du match contre l'Angola et son unique but en sélection.

Après la qualification historique contre le Rwanda en octobre 2005, l'Angola entame une préparation à la fois pour la CAN 2006 en Égypte et pour le Mondial 2006 en Allemagne.
Cela débute par un amical en novembre 2005 contre le Japon à Tokyo. L'Angola remplace à la fois la Côte d'Ivoire, puis le Togo, qui ont tous les deux annulé leurs venues. Le match se termine par une défaite des Angolais, du fait d'un but concédé à la quatre-vingt-dixième minute de Daisuke Matsui.
Après cela, les Palancas Negras préparent la CAN 2006 à Marbella en Espagne, du 26 décembre 2005 au 15 janvier 2006. Il est prévu au départ une série de matches contre des clubs européens prestigieux (Malaga CF, FC Bruges, Bayer Leverkusen et Hertha Berlin), puis au Maroc contre les Lions de l'Atlas. Pour autant, il y a des incertitudes concernant certains adversaires : d'après le site internet Camfoot, l'Angola a rencontré deux équipes de deuxième division, à savoir Marbella et Renhane, le club de Malaga et le club belge de Bruges. Pour les deux derniers, cela s'est soldé par un match nul (1-1) puis par une victoire angolaise (4-1), mais pour les deux premiers, des doutes sont émis car le club de Marbella n'est pas en deuxième division en 2005-2006 mais en troisième division mais surtout sur le club de Renhane qui est inconnu alors qu'il est stipulé aussi en deuxième division. De même, le site Allafrica.com précise que la sélection angolaise a affronté le club de deuxième division allemande Wacker Burghausen et un club de deuxième division française qui est appelé Jean.
Pendant ce stage, Lamá se blesse durant le stage et est remplacé par le gardien des espoirs angolais Angelo et Zé Kalanga est testé par le Valence CF et par le Bayer Leverkusen mais il n'est pas retenu par les deux clubs.
Puis après cette tournée en Espagne, il reste un match contre le Maroc initialement à Marrakech mais délocalisé à Rabat qui se solde par un match nul (2-2) après avoir été mené deux buts à zéro par les Marocains. Les Angolais Akwá et Mantorras (sur penalty) ont permis d'égaliser mais Gilberto se blesse au tendon d’Achille lors de ce match, ce qui conduit le sélectionneur Oliveira à appeler Johnson Macaba.

### La déception des Angolais à la CAN 2006

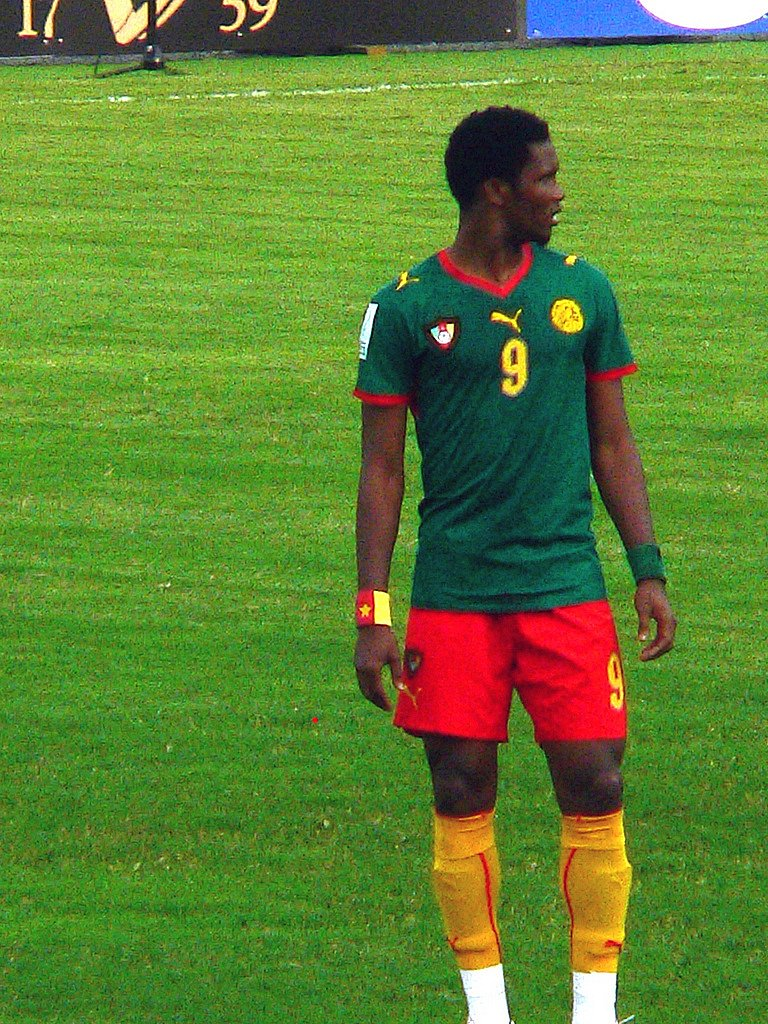
Le Camerounais Samuel Eto'o inscrit un triplé contre l'Angola, lors du premier match de la CAN 2006.

Placés dans le chapeau 4 lors du tirage de la CAN 2006, les Angolais sont placés dans le groupe B avec le Cameroun, la République démocratique du Congo et le Togo. L'ambition affichée par le secrétaire général de la FAF Augusto Silva ambitionne de passer le deuxième tour voire d'aller en finale de la CAN.
Pour le premier match, les Palancas Negras affrontent le Cameroun. La domination camerounaise se fait ressentir dès le début de match et il faut attendre la quatorzième minute pour que l'Angola ait sa première grosse occasion, sur une contre-attaque de Flávio Amado, son centre est trop long devant les six mètres et passe devant Akwá. Puis à la dix-septième minute, João Ricardo sauve sur la ligne une tête de Douala. Cependant, à la vingtième minute, Samuel Eto'o marque sur un coup franc brossé aux vingt-cinq mètres face au but dans la lucarne. Les Angolais subissent des vagues d'attaques camerounaises mais à la vingt-neuvième minute, Akwá est fauché dans la surface par Souleymanou Hamidou, qui reçoit un carton jaune et concède un penalty. Celui-ci est transformé par Flávio, prenant à contre-pied le gardien camerounais. Les Angolais égalisent et pensent avoir fait le plus dur, mais à la trente-neuvième minute, dans la surface de réparation angolaise, Samuel Eto'o reprend de la tête un centre de Douala venu de la droite et expédie le ballon dans les filets, reprenant l'avantage.
En seconde période, il faut attendre la cinquante-cinquième minute, pour avoir une occasion angolaise avec un centre d'Antonio Mendonça, Akwá réalise un retourné acrobatique qui n'est pas cadré. Mais face à la maladresse des attaquants angolais, les Camerounais sont davantage en réussite : à la soixante-seizième minute, Eto'o inscrit son troisième but : il reçoit un ballon dans l’axe de la part de Daniel Ngom Kome et d'une frappe tendue aux vingt-trois mètres, João Ricardo en peut rien faire. Finalement, le Cameroun s'impose facilement face à des Angolais qui ont essayé mais qui ont beaucoup laissé l’initiative aux Lions indomptables. Concernant l'Angola, ce match est un mauvais départ dans le tournoi.

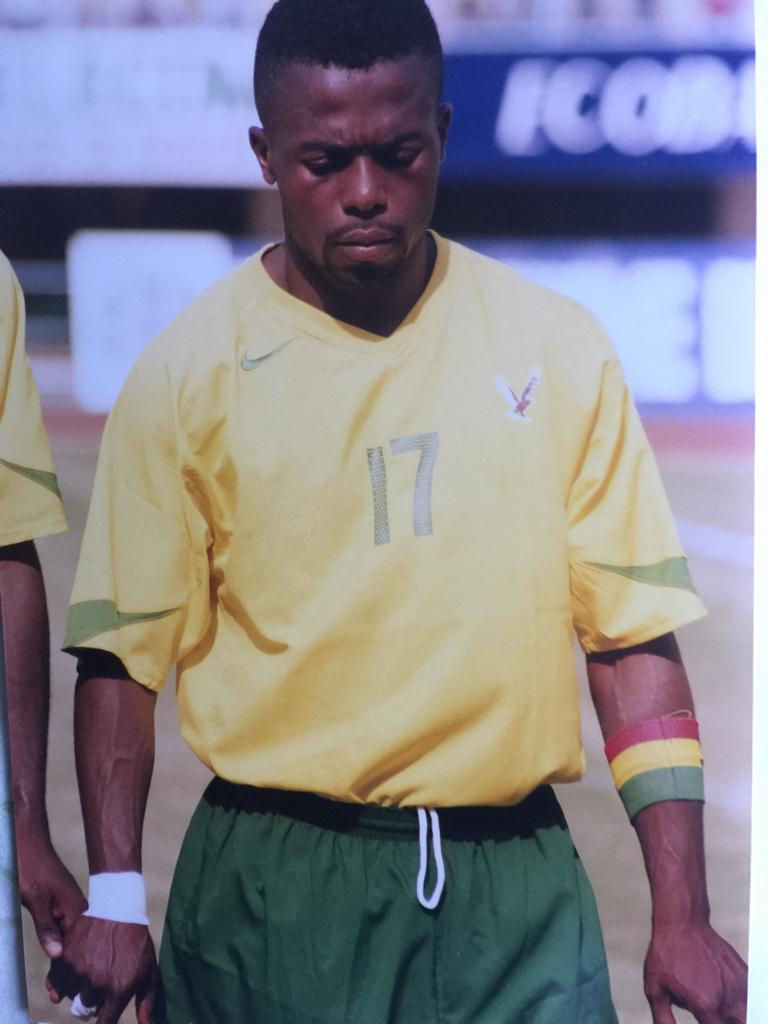
Le Togolais Mohamed Kader est buteur contre l'Angola, empêchant l'Angola de se qualifier. Néanmoins, le Togo est aussi éliminé au premier tour de la CAN 2006.

Puis lors du second match contre la République démocratique du Congo, malgré l'expulsion de Mputu à la dix-neuvième minute pour une faute sur Kali, les Angolais ne profitent pas de leur supériorité numérique et ce sont même les Congolais qui dominent le match. Les Palancas Negras étaient inertes, inefficaces, timides et nerveux et l'équipe cherchait que Akwá, ce qui a nui à l'Angola.
Quant au dernier match contre le Togo, il s'agit d'un duel entre deux sélections qualifiées pour le Mondial en Allemagne. Les Palancas Negras s'imposent sur le score de trois buts à deux, grâce au doublé de Flávio et au but de Maurito mais n'ont pas réussi à tirer totalement profit de l'expulsion du joueur togolais Guyazou (en) à la vingt-neuvième minute. Néanmoins, les deux buts marqués par Kader et Cherif Touré ont fait une différence de buts négative pour l'Angola, ce qui nuit à la qualification, puisque la RD Congo et l'Angola sont conjointement à quatre points mais la différence de buts est favorable à la RD Congo.
Finalement, les leçons à tirer de cette CAN pour les Angolais sont les suivantes : tout d'abord, le responsable du comité national olympique angolais Gustavo da Conceição déclare :

« il y a un malaise dans l'encadrement technique et dans l'équipe. La prestation des Angolais n'était pas à la hauteur des espoirs que tout un peuple a placé sur eux.
L'objectif final est d'éviter de se ridiculiser en Allemagne. »

Ensuite, le sélectionneur s'excuse de la prestation angolaise à la CAN :

« Nous sommes tristes pour tout cela, nous ne nous sommes pas qualifiés parce que nous avons peu fait pour mériter la qualification.
Les Palancas Negras avaient perdu le pari lors du match contre la RD Congo (0-0) qui, même avec dix éléments, ne s’est pas laissée battre par l’Angola.
Quant au match contre le Togo, la sélection nationale n'a pas réussi à faire la différence voulue à cause de plusieurs erreurs. Nous sommes entrés sur le terrain pour gagner et quand nous nous sommes aperçu que la RD Congo perdait, nous avons tout misé en échangeant un défenseur par un attaquant, mais cela fut sans effet. »

Durant le tournoi, Akwá s'est révélé mais l'équipe manque de vécu et la fragilité défensive est criante, ce qui a été remarqué lors des matches contre le Cameroun et le Togo.
Pour les supporters, la débâcle est mal accueillie et surtout les absences combinées d'un groupe cohérent, d'un leader, et des joueurs Gilberto et Yamba Asha ont été fatales pour l'Angola.

### Deuxième préparation: Corée du Sud et Coupe COSAFA 2006

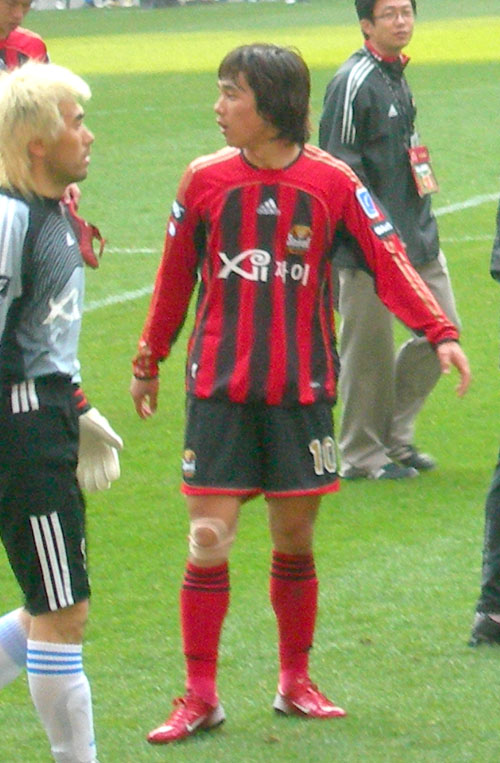
Le Sud-Coréen Park Chu-young, ici en 2007 au FC Séoul, inscrit le seul but du match contre l'Angola.

Pour cette deuxième préparation au Mondial en Allemagne, un match amical à Séoul est prévu contre la Corée du Sud le 1er mars 2006. Sous la neige, le match se termine par une défaite des Angolais, sur le but de Park Chu-young à la 23e minute. L'absence de Figueiredo pour blessure et la neige ont eu raison des Angolais selon le sélectionneur.
Un match était prévu contre la Catalogne avant la Coupe Cosafa mais cela ne s'est pas fait.
À la fin du mois d'avril, se déroule un match de préparation contre le club angolais de Bravos do Maquis, qui se solde par une victoire des Palancas Negras sur le score de trois buts à un après avoir été menés un but à zéro.
Le premier tour de qualification de la Coupe COSAFA 2006 arrive, les deux matches contre l'île Maurice et le Lesotho, deux équipes réputées faibles, ont été largement maîtrisés par les Angolais (victoires 5-1 contre l'île Maurice et 3-1 contre le Lesotho). Ils se qualifient ainsi pour la phase finale qui a lieu après le Mondial.

### Troisième préparation: séjour en Allemagne

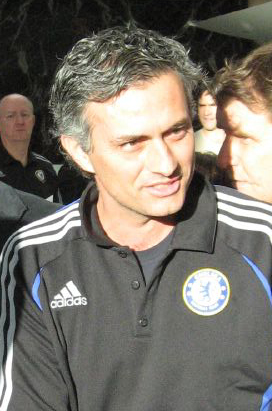
L'entraîneur portugais de Chelsea FC José Mourinho, ici en 2007, fait l'objet d'une rumeur selon laquelle il viendrait aider la sélection angolaise pour le Mondial en Allemagne.

Le 13 avril 2006, la chaîne de télévision britannique Sky Sports relate une information selon laquelle l'entraîneur portugais de Chelsea José Mourinho aurait été contacté par la fédération angolaise (FAF) pour les aider à se préparer pour le Mondial. Selon cette rumeur, « il lui serait demandé d'assister le sélectionneur angolais, en apportant son contribution sur les méthodes d'entraînement et en aidant à la gestion humaine et à la préparation psychologique des joueurs ».
Cette rumeur est renforcée par le fait que son épouse soit née en Angola portugais, ce qui a engendré des spéculations importantes.
Cependant, cette rumeur a vite été démentie par la Fédération angolaise (FAF).

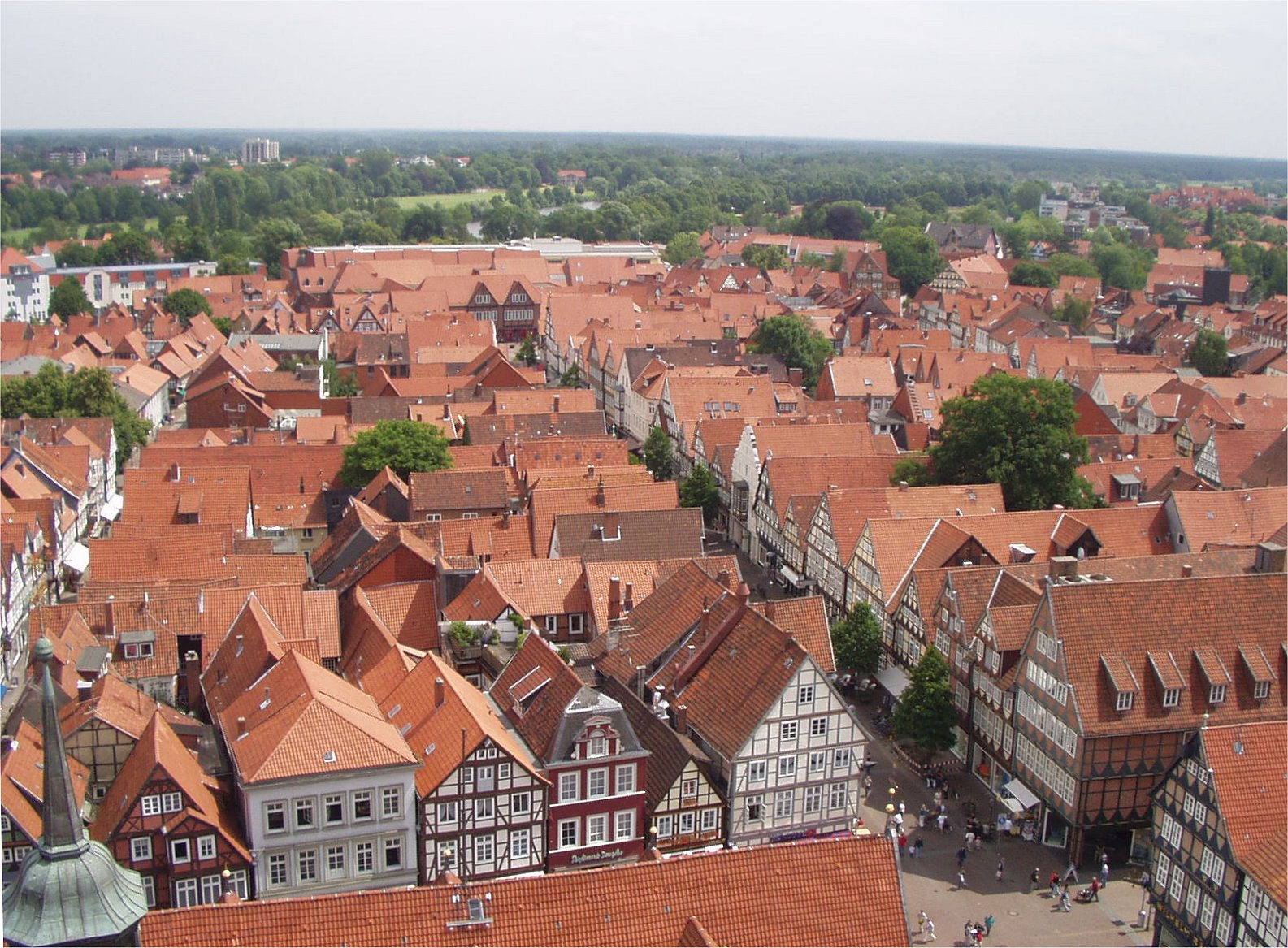
La ville de Celle accueille les joueurs angolais pour le Mondial allemand.

Avant l'arrivée des Angolais en juin en Allemagne, la ville de Celle (à quarante kilomètres au nord-est de Hanovre) qui doit les accueillir a organisé une fête de l'amitié sur le thème de l'Angola entre les 16 et 18 juin 2006, qui a permis d'envoyer en Angola un conteneur de fret aérien avec des produits médicaux ainsi que des vélos.
Puis le 20 mai 2006, accueillie par le ministre de l'intérieur de la Basse-Saxe Uwe Schünemann à l'aéroport d'Hanovre (Flughafen Hannover en allemand), la sélection angolaise est arrivée en Allemagne, ce qui constitue la troisième sélection à arriver en Allemagne pour le Mondial, après le Togo et le Costa Rica.
Elle prend ses quartiers à l'hôtel Ringhotel Celler Tor et possède comme terrain d'entraînement le Günther-Volker-Stadion, terrain du club du TuS Celle FC.
Le programme initial des Angolais est prévu ainsi : tout d'abord, le 25 mai à Celle, la sélection affronte une équipe régionale ; puis le 31 mai à Naples, une confrontation contre l'Argentine ; ensuite, le 2 juin à Leverkusen contre l'Arabie saoudite ; et pour finir le 5 juin à Norderstedt contre les États-Unis.

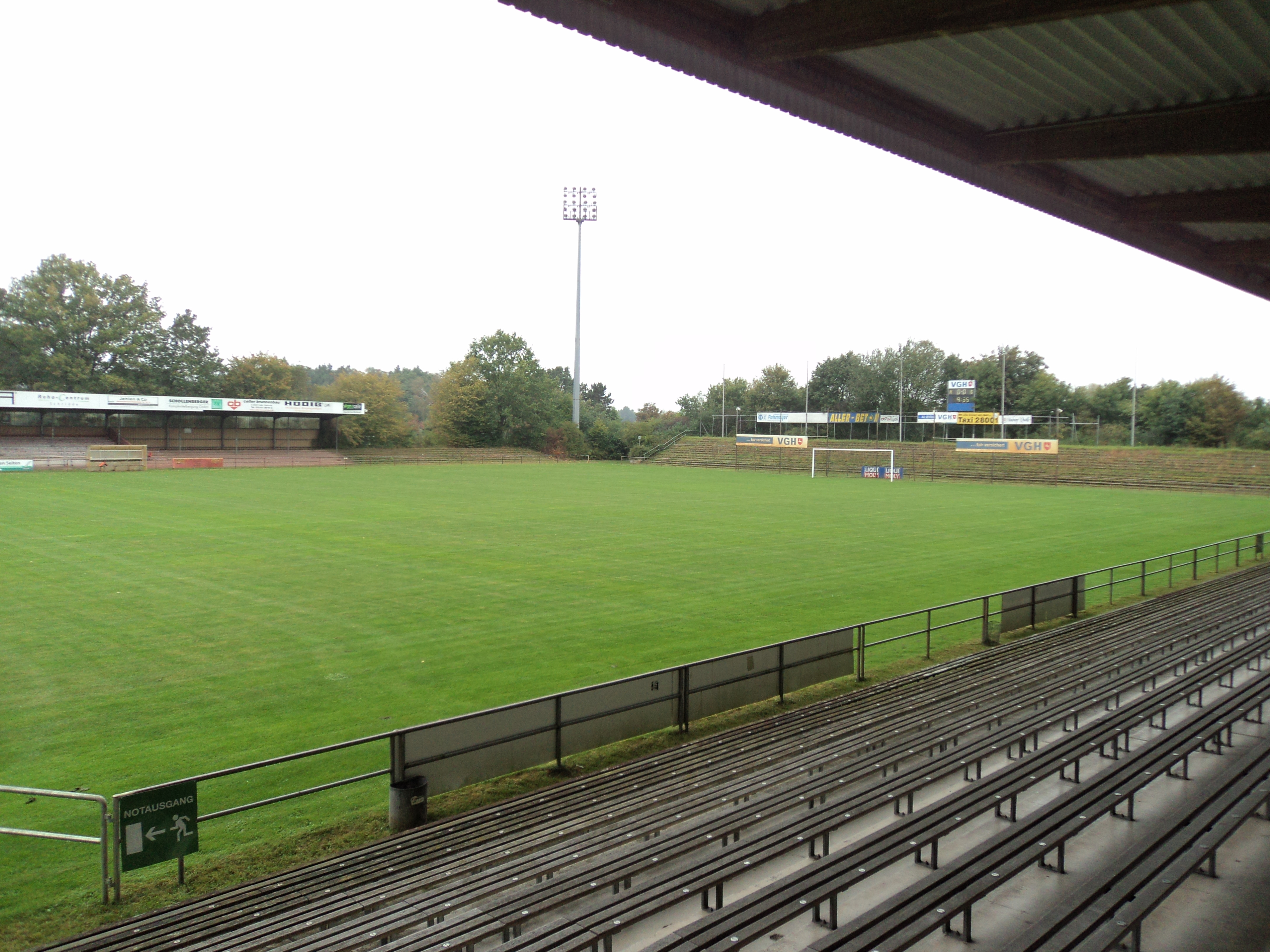
Le Günther-Volker-Stadion accueille le premier match des Palancas Negras sur le sol allemand, contre le TuS Celle FC, qui se solde par une victoire 5 buts à 3.

Cependant, il y a quelques modifications dans le programme : tout d'abord, le match contre une sélection régionale est finalement contre le club local du TuS Celle FC ; puis le match contre l'Argentine va se dérouler non pas le 31 mai à Naples mais le 30 mai à Salerne ; ensuite, le match à Leverkusen contre l'Arabie saoudite n'a pas lieu mais est remplacé par un match contre la Turquie à Sittard aux Pays-Bas ; pour finir, le match contre les États-Unis n'est pas un match officiel et se fera à huis clos.
Premièrement, le 25 mai, la rencontre contre le club allemand du TuS Celle FC constitue la seule victoire sur le sol allemand de la part de la sélection angolaise. Remportée cinq buts à trois, elle a pour objectif de s'habituer aux conditions climatiques en Allemagne et de préparer l'équipe.
Puis pour le premier match officiel, contre l'Argentine, à Salerne, pour la centième sélection de l'Argentin Roberto Ayala, les Angolais ont été dominés par les Argentins sur le score de deux buts à zéro, avec des buts de Maxi Rodríguez et de Juan Pablo Sorín en première période. De même, Maxi Rodríguez a touché la barre transversale à la soixante-quinzième minute. Pour les Angolais, mis à part une frappe à la cinquième minute de Figueiredo, ils n'ont pas inquiété le gardien argentin Abbondanzieri de tout le match.

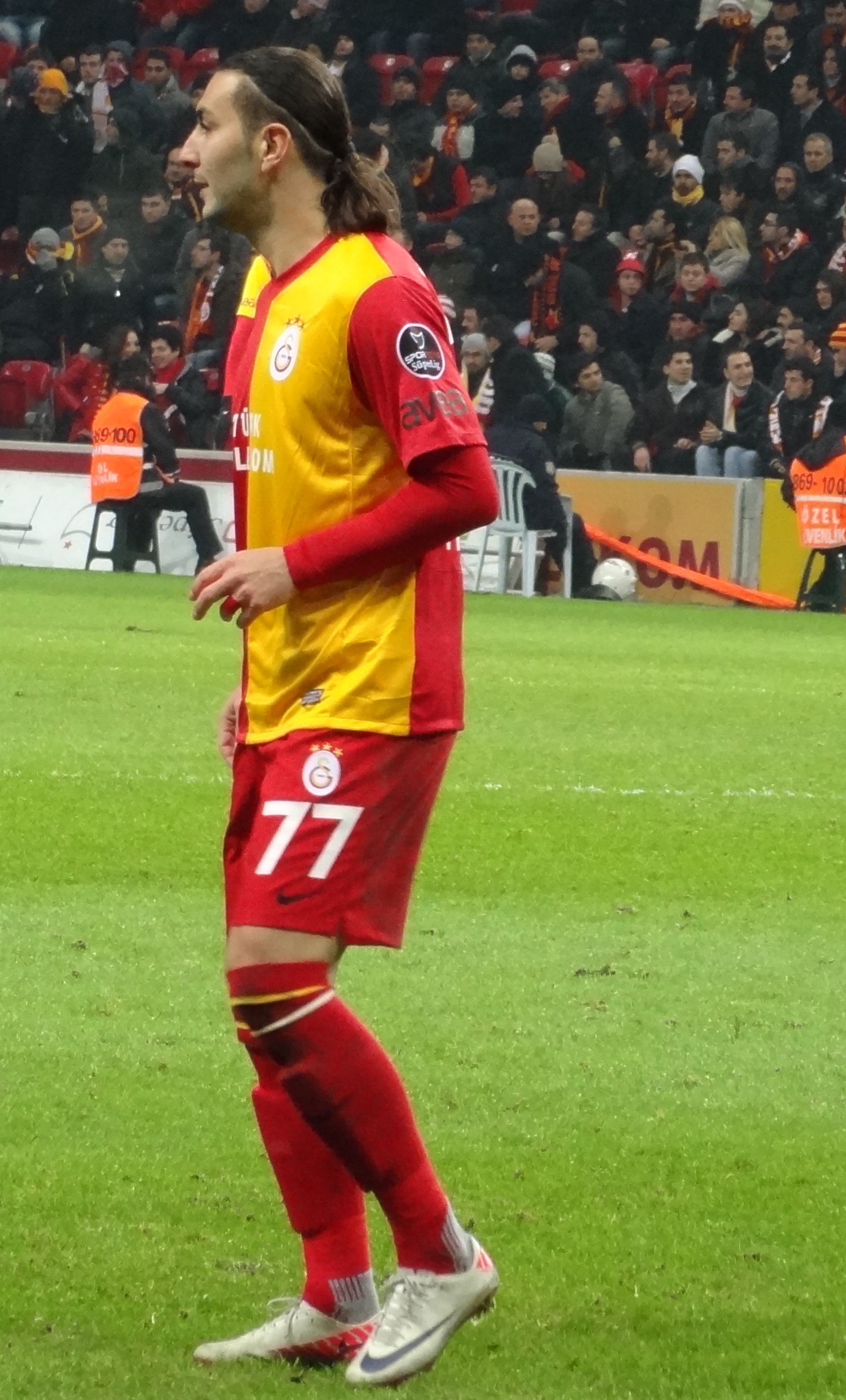
L'attaquant turc Necati Ateş (ici avec le maillot de Galatasaray en 2012) égalise et permet de battre l'Angola (3-2).

Ensuite concernant le match contre la Turquie à Sittard, les Angolais réussissent en première période à ouvrir le score par Akwá. Cependant, en seconde période, les Turcs se réveillent en inscrivant deux buts par Ateş et par Kahveci mais les Angolais égalisent à la quatre-vingt-troisième minute grâce à Love mais sur l'action suivante, les Turcs reprennent l'avantage par Altıntop et gagnent le match sur le score de trois buts à deux.

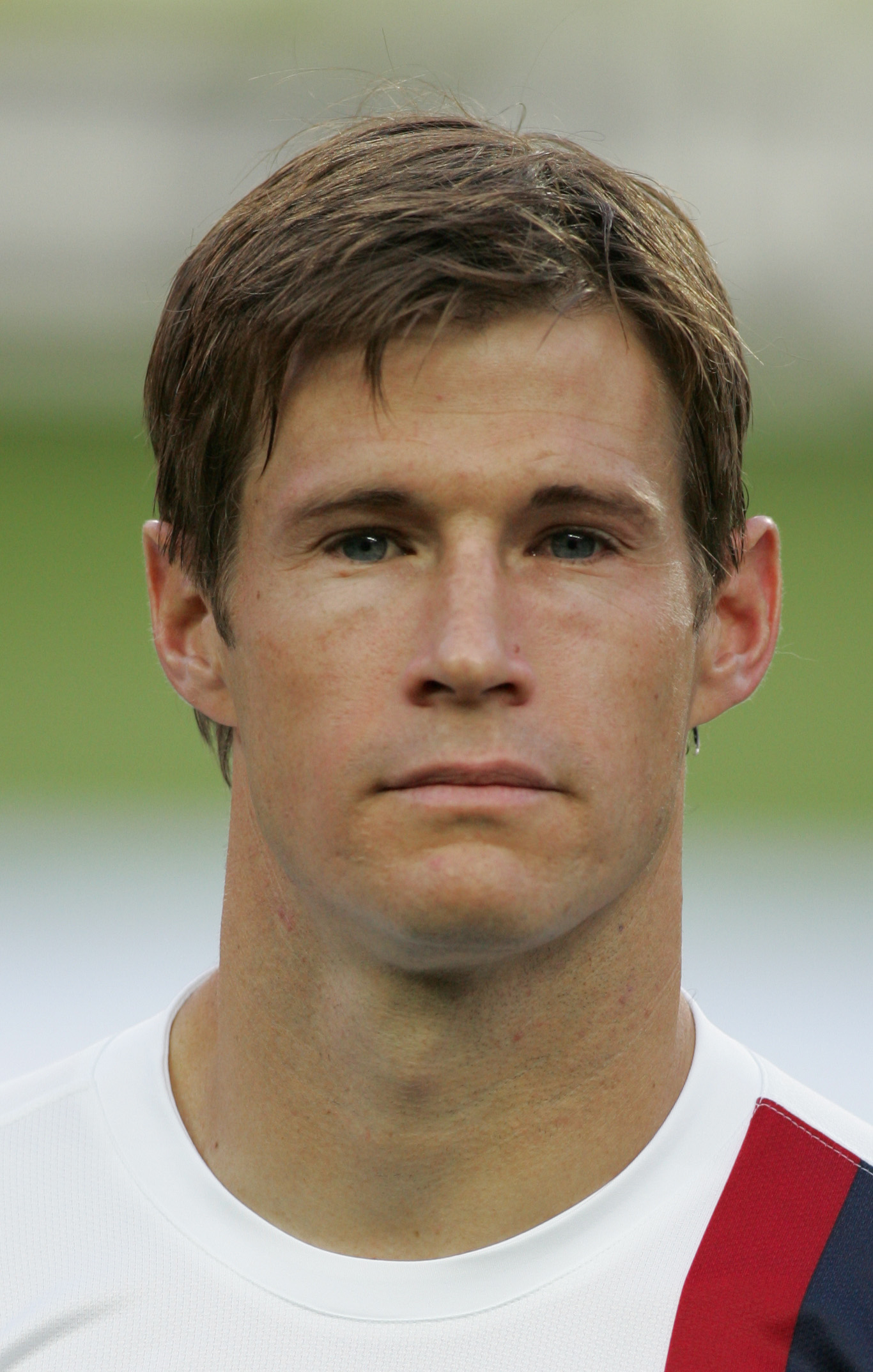
L'Américain Brian McBride est l'unique buteur du match contre l'Angola (1-0).

Enfin, le match contre les États-Unis, le 5 juin, se joue à huis clos, sans la présence du public ni des médias, à la demande des Américains, et est considéré comme un « entraînement de luxe ». Pour ce qui est du résultat, le New York Times rapporte une victoire des Américains sur le score d'un but à zéro sans en préciser le buteur alors que la BBC stipule que c'est Brian McBride qui a inscrit le seul but du match. Durant le match, le défenseur angolais Loco a reçu deux cartons jaunes et a été expulsé à la trentième minute. Quant aux réactions des Angolais, l'attaquant Akwá affirme que « On a bien joué même si on n'a pas marqué. Nous avons fait des erreurs en défense et nous avons arrêté cela. Chaque fois qu'on fait une erreur, l'autre équipe marque. » alors que le sélectionneur Oliveira dit que « durant la deuxième période, nous avons dominé mais sur le match, c'est très équilibré. ».
Finalement, le bilan de la préparation en Allemagne est sur le plan comptable négatif, avec trois défaites mais l'attaquant angolais Akwá relativise cela dans une interview à Eurosport le 6 juin 2006 :

« Le fait que les trois matches amicaux d'avant tournoi aient été perdus n'a pas démoralisé l'équipe. Nous avons six jours jusqu'au grand match [contre le Portugal]. Maintenant, nous devons nous concentrer.
J'étais un peu déçu dans le match contre la Turquie. Nous avons bien joué durant la première mi-temps mais en seconde période, nous nous sommes écroulés et surtout nous n'avons pas fait ce que le coach nous a demandé. »

## La Coupe du monde 2006: se confronter aux grandes nations

### Tirage au sort et réactions

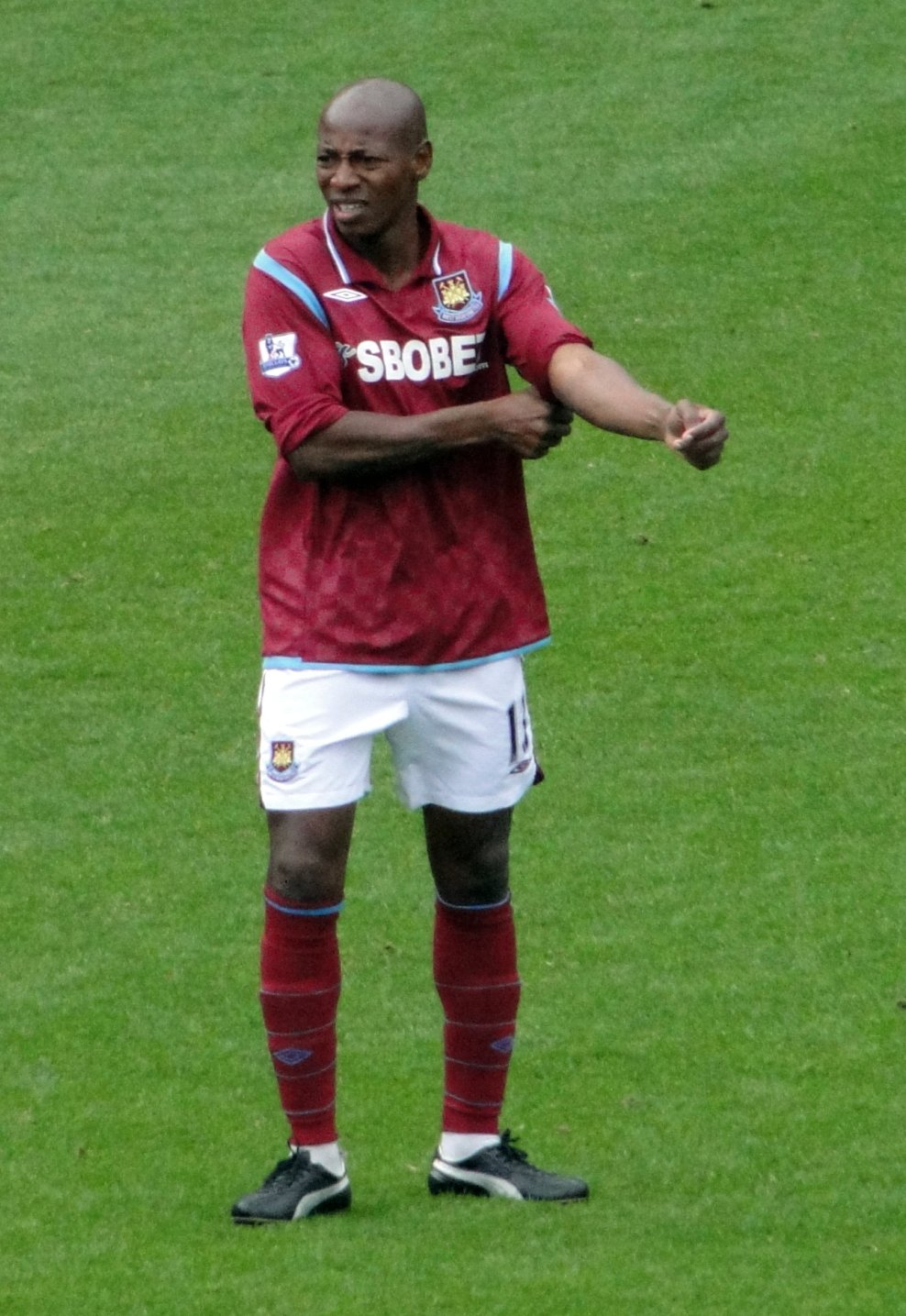
Le Portugais Luís Boa Morte, ici en mai 2010, insiste sur le match contre l'Angola, qui a une saveur particulière pour les deux pays.

Lors du tirage au sort à Leipzig le 9 décembre 2005, l'Angola (qui figure dans le chapeau 2 comme avant-dernière nation la mieux classée au classement FIFA) est placée dans le groupe D, avec le Mexique (chapeau 1, cinquième au classement FIFA), le Portugal (chapeau 3, dix-septième au classement FIFA) et l'Iran (chapeau 4, vingt-et-unième dans le classement FIFA). Le calendrier des matches de l'Angola est le suivant : d'abord le Portugal, puis le Mexique et pour finir l'Iran.
Les réactions attendues tournent autour d'un groupe abordable pour le Portugal et pour le Mexique. Tout d'abord, pour le Portugal, l'attaquant Luís Boa Morte déclare que « le match contre l'Angola sera un moment spécial. Cela va être une grande fête parce que nos deux pays sont liés ». Quant au Mexique, le sélectionneur argentin Ricardo La Volpe déclare que « c'est un groupe favorable, dans lequel nous pouvons s'affirmer. Nous allons faire des choses intéressantes ». De même pour l'Iran, le sélectionneur croate Branko Ivankovic déclare que « notre groupe contient de bonnes équipes. J'espère que nous pourrons surmonter les problèmes ». Pour finir, le sélectionneur angolais déclare que « le peuple angolais est fier de nous et ce sera un honneur d'y être ».

### Slogan, maillot et cote pour les parieurs
Tout d'abord, pour le slogan qui figure sur le bus de la sélection, il est le résultat d'un concours initié par le constructeur automobile sud-coréen Hyundai, qui est chargé de l'apposer sur les bus de chaque sélection dès le 22 mai 2006. Le slogan choisi pour l'Angola, en portugais, est le suivant : « Angola vai em frente a Selecção é a tua gente. », ce qui veut dire en français « L’Angola montre le chemin. Notre équipe est notre peuple »,.
Quant au maillot de l'équipe d'Angola, qui reprend les couleurs du drapeau, il est fourni par l'équipementier Puma,. Durant le tournoi, le maillot extérieur est utilisé lors du premier match, alors que le maillot domicile est pris pour les matches contre le Mexique et l'Iran.
| Couleurs | Rouge, jaune, noir et blanc |
| Marque   | Puma                        |
| Domicile | Extérieur                   |

Enfin, l'Angola est l'équipe la moins bien cotée chez les bookmakers avec 402/1 pour le site néo-zélandais Pinnaclesports.com ou 750/1 pour la BBC. Cela montre que les Angolais ont une très faible chance de passer le premier tour selon les bookmakers.

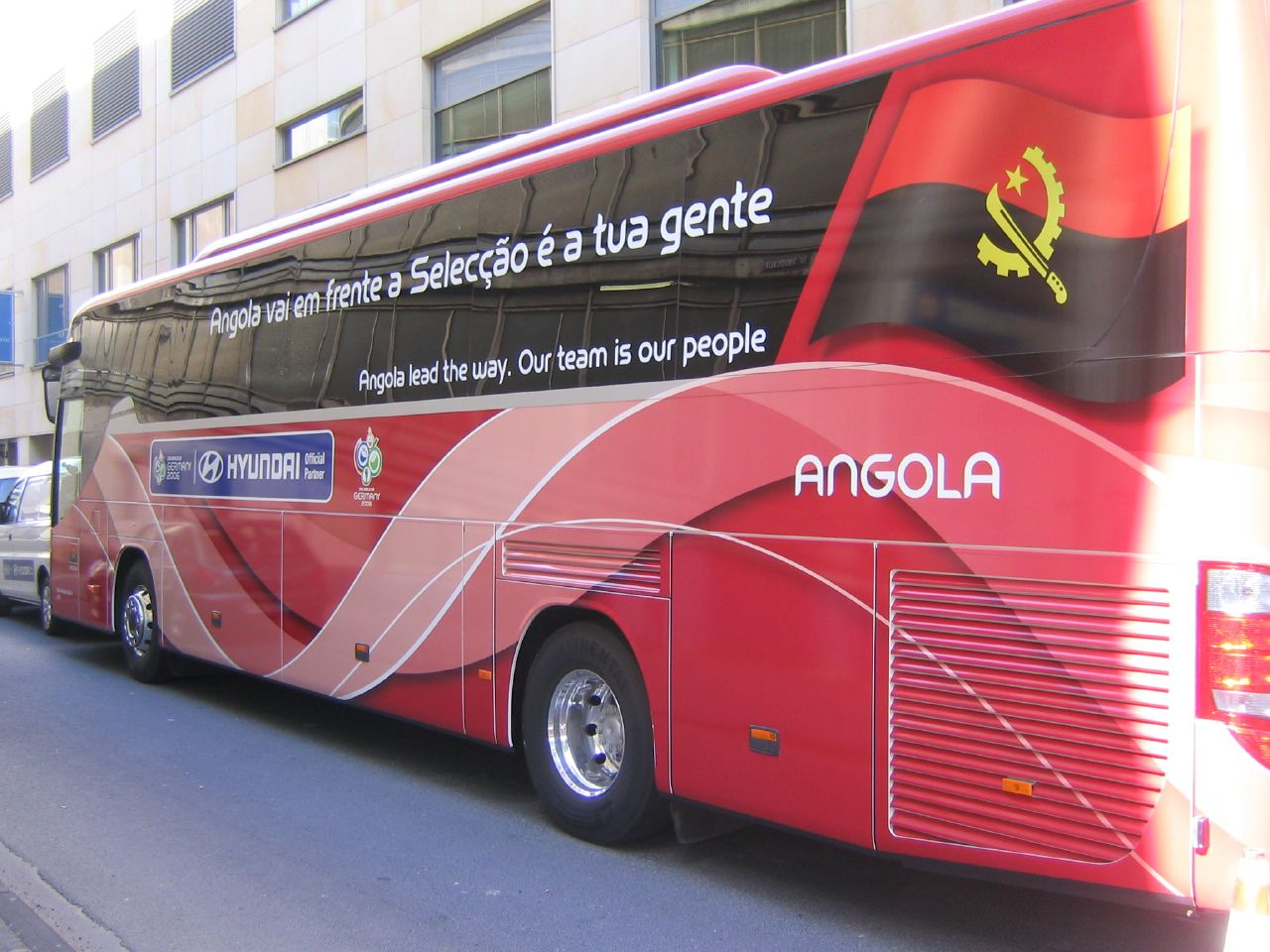
Le bus de la sélection angolaise pour le Mondial en Allemagne, avec le slogan « Angola vai em frente a Selecção é a tua gente. »
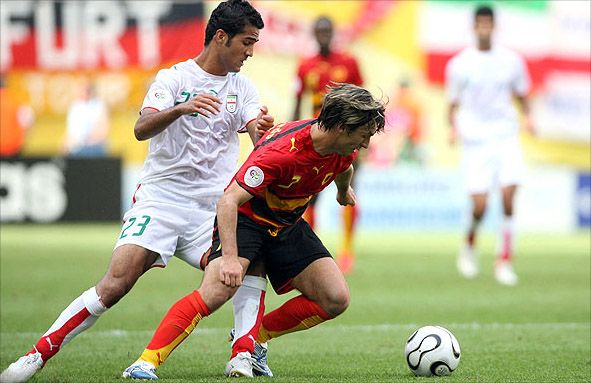
L'équipementier Puma est visible sur le maillot du joueur angolais Paulo Figueiredo, lors du match Iran-Angola (1-1).

### Liste des 23 pour le Mondial

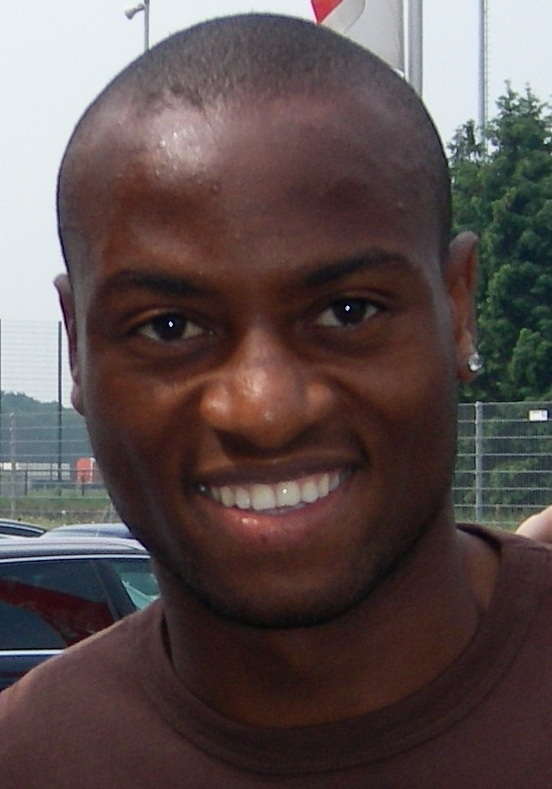
Le joueur Nando Rafael, né à Luanda, a été international espoir allemand entre 2005 et 2006 et refuse la sélection angolaise en décembre 2005. En 2012, il accepte de devenir international angolais.

Pour composer une liste la plus complète possible, le sélectionneur Luís Oliveira Gonçalves passe en revue les footballeurs angolais ou ayant des origines angolaises. Il se déplace en Europe pour voir les joueurs afin de les convaincre.
Pour cela, il veut composer avec les meilleurs éléments angolais mais doit faire fait face à des refus de la part de certains joueurs comme l'attaquant du Hertha Berlin et international allemand des moins de 21 ans Nando Rafael qui décline la sélection en décembre 2005 ou bien le joueur du club français des Girondins de Bordeaux Rio Mavuba, qui est apatride jusqu'en 2004 et dont la maman est angolaise, refusant pour devenir international français dès 2004.

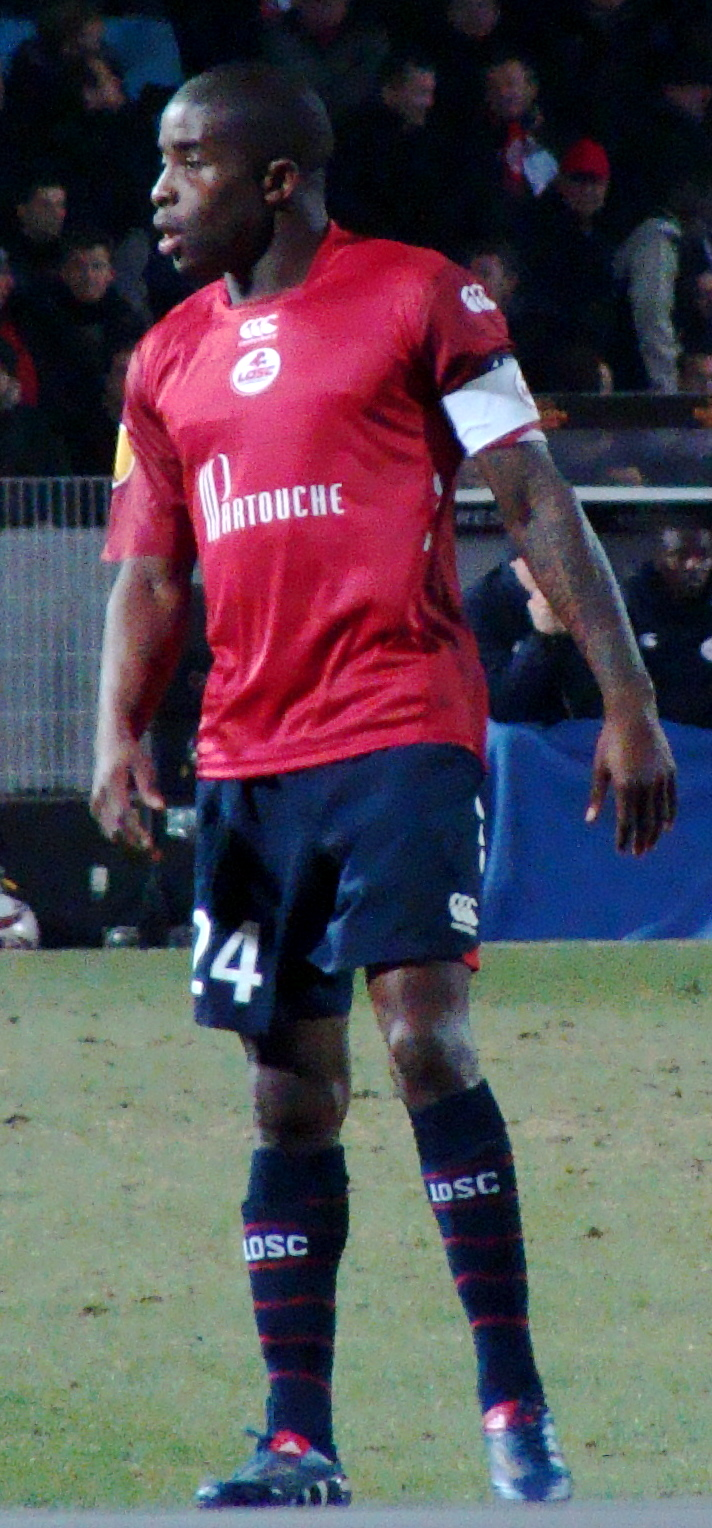
Rio Mavuba, ici avec le maillot lillois, refuse la sélection angolaise afin de choisir la sélection française.

Puis d'autres joueurs n'ont pas pu être retenus par le sélectionneur angolais à cause du règlement FIFA : en janvier 2004 un règlement établit que « les joueurs ayant une double nationalité ou une nationalité qui n'ont pas joué au football international au-dessus du niveau des moins de 23 ans peuvent demander à changer de pays qu'ils représentent. Cependant, ce changement de sélection ne peut se faire qu'avant l'âge de 21 ans.
». C'est pour cela Pedro Emanuel et Carlos Chaínho ne sont pas qualifiés pour l'Angola. Le premier Edgar Pacheco est né en 1977 à Luanda, un attaquant de 28 ans jouant dans le club espagnol de Malaga, mais il ne peut pas représenter son pays de naissance car il a été international portugais à une seule occasion, en tant que remplaçant (17 minutes de jeu) lors d'un match contre le Mozambique le 19 août 1998. Il aurait pu changer de sélection sous certaines conditions mais il a envoyé sa requête d'appel à la FIFA trop tard. Le deuxième Pedro Emanuel : en 2006, il reçoit une convocation avec les Palancas Negras mais la FIFA refuse puisqu'il a été international portugais des moins de 21 ans entre 1995 et 1996. Le troisième Chaínho (pt), : en 2006, il reçoit une convocation avec les Palancas Negras mais la FIFA refuse puisqu'il a été international portugais des moins de 21 ans entre 1994 et 1995.
Malgré cela, les blessures du milieu de terrain Gilberto (blessure au tendon d'Achille) et de l'attaquant Maurito, qui s'est blessé à la jambe lors d'un match de ligue des champions asiatique et la suspension du défenseur Yamba Asha pour dopage et qui ne reviendra qu'après le Mondial en Allemagne et d'un autre défenseur Kali, également pour dopage depuis juin 2005 mais qui revient à partir du 23 mars 2006 empêchent de les aligner pour la Coupe du monde.

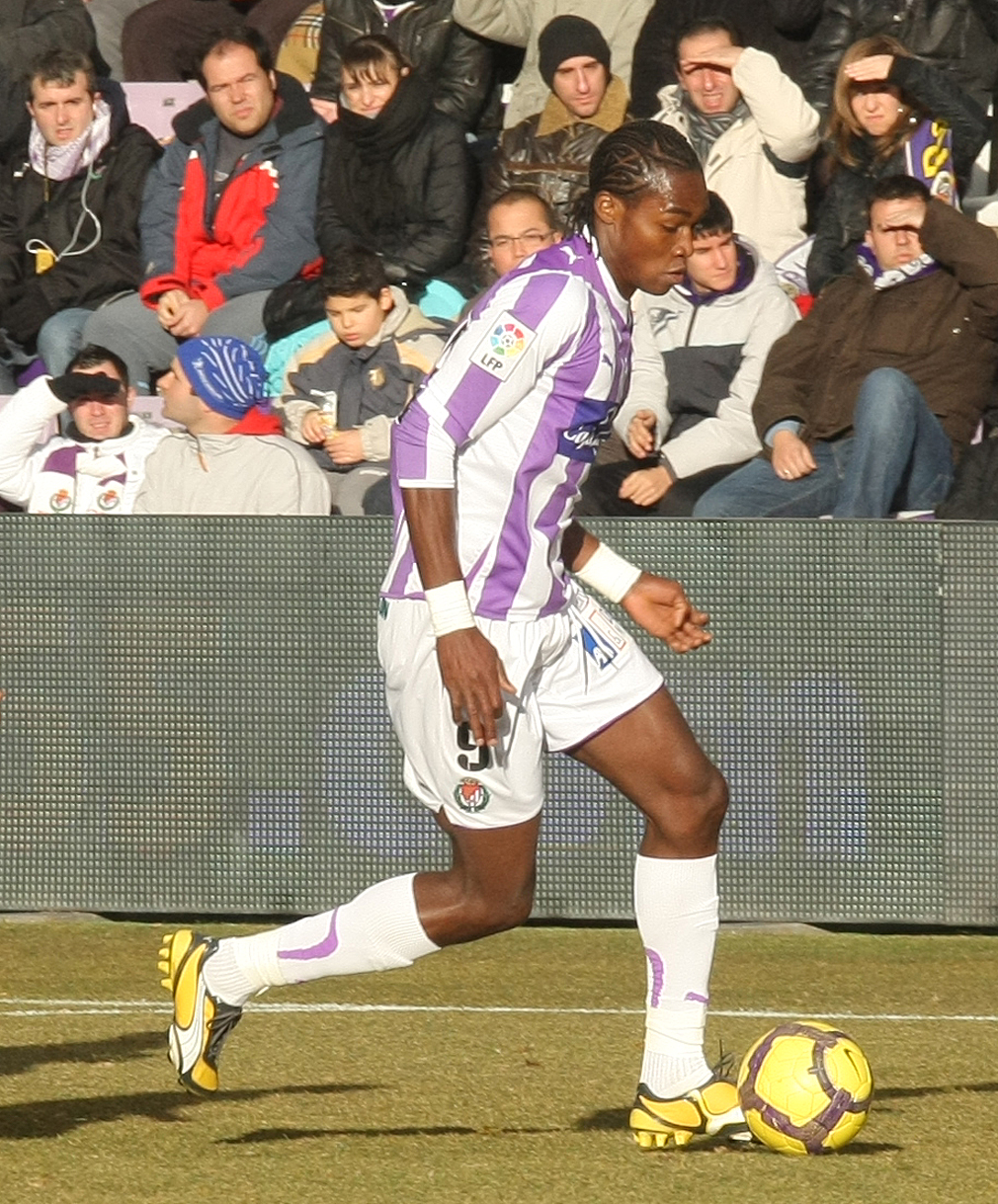
Le meilleur buteur de la saison du championnat angolais 2006 Manucho n'est pas sélectionné pour le Mondial 2006 en Allemagne. Il deviendra néanmoins international après le Mondial.

De plus, le sélectionneur angolais fait des essais avec de nouveaux joueurs durant les différentes préparations, comme par exemple l'attaquant Johnson Macaba ou comme les milieux José Quitongo (en) et Mateus Matinungina ou comme l'attaquant Manucho.
Le 15 mai 2006, le sélectionneur Luís Oliveira Gonçalves fait une liste « réaliste » et a annoncé une liste composée de vingt-trois joueurs pour le mondial. La plupart de ces joueurs joue principalement dans le championnat angolais et dans des clubs de divisions inférieures portugaises,. Il ne convoque pas le gardien Goliath ainsi que le défenseur Jacinto Pereira, qui avaient été sélectionnés pour la CAN 2006 et surprend en prenant comme troisième gardien Mario, qui n'a aucune sélection.
Certains de ces joueurs ont connu des performances individuelles marquantes : tout d'abord, le milieu angolais Antonio Mendonça est élu meilleur joueur de la CAN juniors 2001 par la CAF ; ensuite l'attaquant Mantorras est le meilleur buteur de la CAN juniors 2001 et est élu par la CAF Meilleur jeune prometteur de l'année 2001 ; puis deux attaquants ont été meilleur buteur du championnat angolais, à savoir Flávio en 2001 (23 buts), en 2002 (16 buts) et en 2011 (20 buts) et Love en 2004 (17 buts) et en 2005 (14 buts).

### J1: un match symbolique contre le Portugal (0-1)

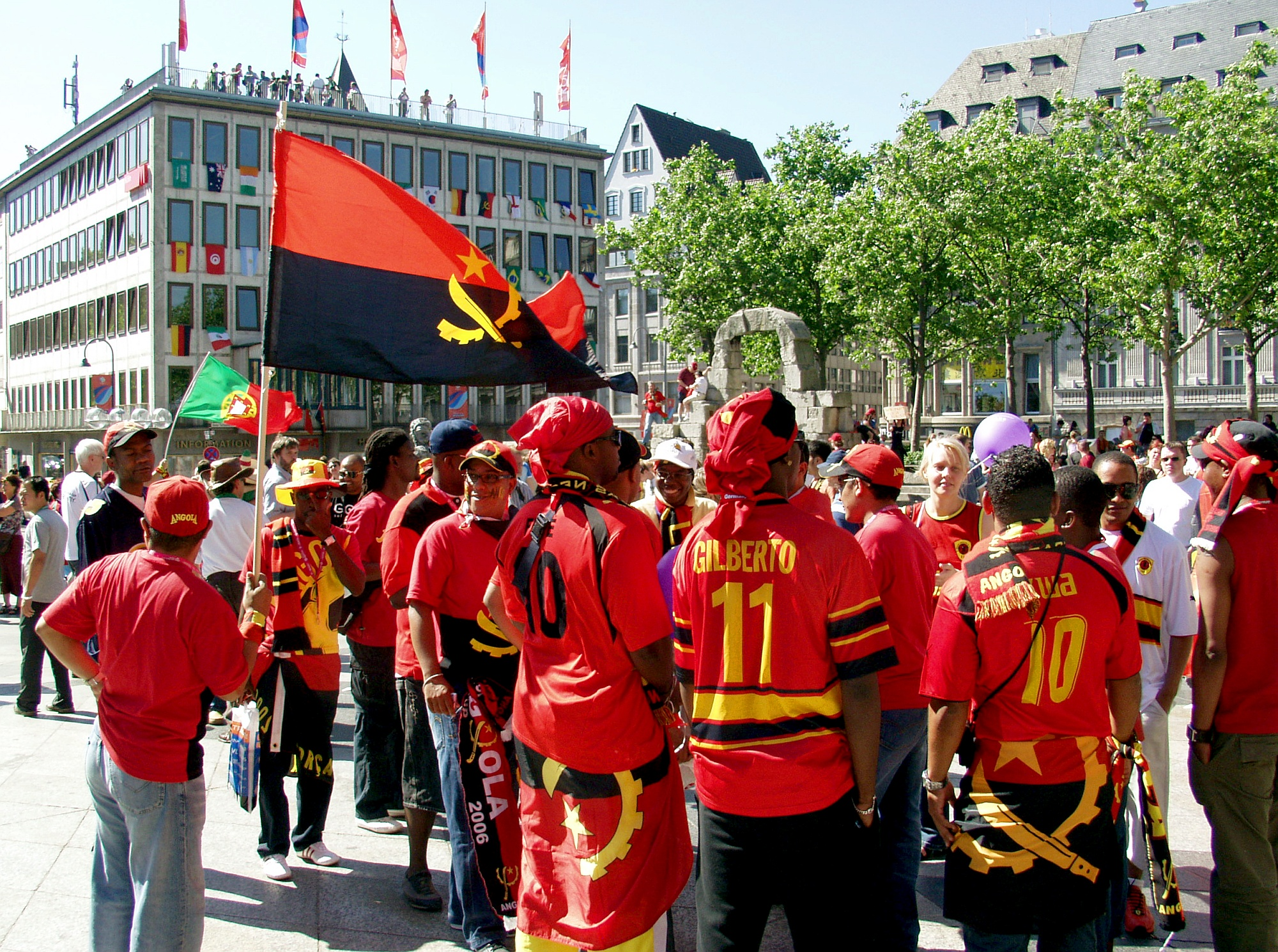
Les supporters angolais sont bien présents à Cologne pour le match contre le Portugal.

Pour commencer le Mondial, les Angolais affrontent le Portugal. C'est un match avec une portée très symbolique pour les Angolais, puisqu'il s'agit de l'ancienne puissance coloniale.
Sur le plan historique, l'Angola a été une colonie portugaise de 1575 à 1975 et dans les années 1960, la velléité d'indépendance a abouti à une guerre d'indépendance entre 1961 et 1974, conduisant à l'indépendance officielle le 11 novembre 1975.
Sur le plan footballistique, il y a eu précédemment deux rencontres entre les Palancas Negras et la Seleção : la première confrontation se fait le 29 mars 1989 à Lisbonne, qui se solde par la victoire portugaise sur le score de six buts à zéro ; quant à la seconde confrontation qui a lieu le 14 novembre 2001, toujours à Lisbonne, elle s'est soldée une nouvelle fois par une victoire portugaise sur le score de cinq buts à un,. Mais ce qu'on retient de ce match, c'est la violence qui est présente sur le terrain et dans les tribunes. Beaucoup de fautes ont été commises par les joueurs angolais, ce qui a conduit l'arbitre français Pascal Garibian à mettre quatre cartons rouges aux Angolais et comme un joueur angolais s'est blessé à la soixante-septième, le règlement stipule qu'une équipe ne peut pas jouer avec moins de sept éléments, le match est arrêté, ce qui a été fait. Mais dans un stade où les supporters angolais étaient majoritairement présents et à la vue du match, la tension dans les gradins a amené à des débordements violents (jets de sièges sur la pelouse, affrontements contre des policiers). Finalement, ce match qui était censé montrer la fraternité entre les deux pays a conduit à l'arrestation de 500 personnes et à des dérapages racistes de la part de la police portugaise.

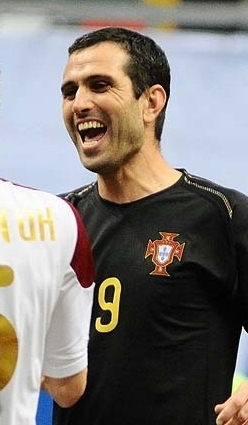
Le Portugais Pauleta, ici en 2011, inscrit le seul but du match, ce qui constitue à la fois son quatrième but dans une coupe du monde et son dernier but en sélection.

Sur le plan économique, les deux pays sont liés économiquement puisque le Portugal est le premier investisseur étranger en Angola en 2005,, ses exportations vers l'Angola s'élèvent à 800 millions d'euros et les importations portugaises venant en Angola représentent 13,04 % de toutes les importations de l'année 2004. De même, les relations entre les deux pays sont excellentes depuis la fin de la guerre civile en 2002.
Les Portugais sont favoris de ce match et doivent faire avec l'absence de Deco, une absence qui a pesé sur le milieu de terrain portugais.
Quant aux Palancas Negras organisés en 4-2-3-1 et axés sur l'attaquant Akwa seul en pointe, ils ont très vite encaissé un but des Portugais à la quatrième minute par Pauleta, sur une passe décisive de Luis Figo. De même, ils ont échappé de peu au second but à la trente-quatrième minute, avec une tête de Cristiano Ronaldo qui atterrit sur la transversale.
Après cela, les Angolais ont bien lutté au milieu de terrain, grâce à André Macanga et à Paulo Figueiredo et tenu grâce au gardien João Ricardo. Ils ont néanmoins eu quelques occasions et ont tenu tête aux Portugais. Mais le Portugal a géré en seconde période pour ne pas encaisser de but et contrôler le jeu.
Les Portugais ont réussi leur premier match, contrairement à l'édition précédente.
| Match 8                                          | Angola    | 0 - 1 | Portugal   | FIFA WM Stadion Cologne, Cologne                 |                                                  |
| 11 juin 2006 · 21:00 · Historique des rencontres |           |       | 4e Pauleta | Spectateurs : 45 000 Arbitrage : Jorge Larrionda | Spectateurs : 45 000 Arbitrage : Jorge Larrionda |
| 11 juin 2006 · 21:00 · Historique des rencontres | (Rapport) |       |            | Spectateurs : 45 000 Arbitrage : Jorge Larrionda | Spectateurs : 45 000 Arbitrage : Jorge Larrionda |

| ANGOLA :                |    |                 |       |     |
|                         |    |                 |       |     |
| GB                      | 1  | João Ricardo    |       |     |
| ArD                     | 20 | Locó            | 45+3e |     |
| ArC                     | 3  | Jamba           | 28e   |     |
| ArC                     | 5  | Kali            |       |     |
| ArG                     | 21 | Delgado         |       |     |
| MD                      | 17 | Zé Kalanga      |       | 70e |
| MOf                     | 8  | André Macanga   | 52e   |     |
| MOf                     | 7  | Figueiredo      |       | 80e |
| MOf                     | 11 | Mateus          |       |     |
| MG                      | 14 | Mendonça        |       |     |
| AC                      | 10 | Akwá (c)        |       | 60e |
| Remplacements :         |    |                 |       |     |
| AC                      | 9  | Pedro Mantorras |       | 60e |
| MOf                     | 13 | Édson           |       | 70e |
| MOf                     | 6  | Miloy           |       | 80e |
| Manager :               |    |                 |       |     |
| Luís Oliveira Gonçalves |    |                 |       |     |

| PORTUGAL :          |    |                   |     |     |
|                     |    |                   |     |     |
| GB                  | 1  | Ricardo           |     |     |
| ArD                 | 13 | Miguel            |     |     |
| ArC                 | 5  | Fernando Meira    |     |     |
| ArC                 | 16 | Ricardo Carvalho  |     |     |
| ArG                 | 14 | Nuno Valente      | 79e |     |
| MOf                 | 8  | Petit             |     | 72e |
| MOf                 | 19 | Tiago             |     | 83e |
| MJ                  | 7  | Luís Figo (c)     |     |     |
| AtD                 | 17 | Cristiano Ronaldo | 26e | 60e |
| AC                  | 9  | Pauleta           |     |     |
| AtG                 | 11 | Simão Sabrosa     |     |     |
| Remplacements :     |    |                   |     |     |
| MOf                 | 6  | Costinha          |     | 60e |
| MOf                 | 18 | Maniche           |     | 72e |
| MOf                 | 10 | Hugo Viana        |     | 83e |
| Manager :           |    |                   |     |     |
| Luiz Felipe Scolari |    |                   |     |     |

| Assistants : Walter Rial Pablo Fandino Quatrième arbitre : Kevin Stott Cinquième arbitre : Chris Strickland Homme du match : Luís Figo |

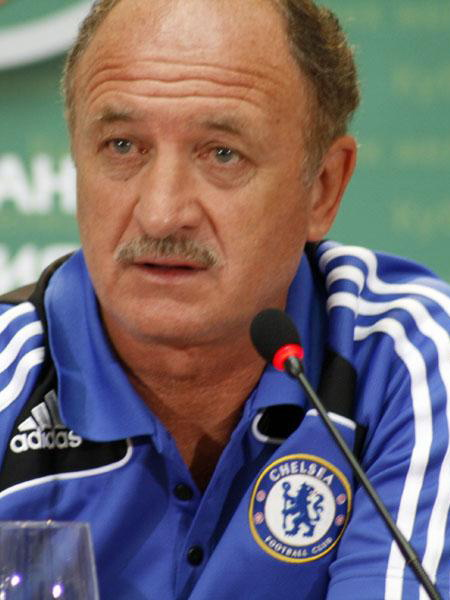
Le sélectionneur du Portugal Luiz Felipe Scolari voit les occasions ratées par son équipe contre l'Angola.

Après le coup de sifflet final, le sélectionneur angolais insiste sur la difficulté de contenir le Portugal et se projette déjà sur le match contre le Mexique :  

« Le Portugal a bien démarré. […] Nous l'avons payé cher, mais on a pressé beaucoup. En deuxième mi-temps c'était serré. Nous avions étudié leur équipe, toute formation a ses défauts et notre objectif était de contrôler les joueurs essentiels. Mais nous avons échoué sur le premier but. L'objectif est de continuer à nous améliorer avec le temps, de perturber les grandes puissances du football.
[…] Le Mexique est un adversaire difficile. Nous n'allons pas défendre […] Nous savons que les Mexicains seront favoris, mais si nous avons la possibilité de sortir de ce groupe, nous le ferons. »

Pourtant, les acteurs portugais insistent davantage sur le contrôle du match et sur les occasions non concrétisées :
Pour le sélectionneur brésilien du Portugal Luiz Felipe Scolari, le discours d'après-match insiste sur les occasions ratées par son équipe : 

« Le match a été compliqué, comme nous nous y attendions. Le but que nous avons marqué tôt nous a donné de la tranquillité. Ensuite nous avons eu quatre ou cinq bonnes occasions mais nous n'avons pas su les concrétiser. En deuxième mi-temps, nous avions beaucoup de pression au milieu, donc j'ai voulu rééquilibrer ce secteur »

Pour le capitaine portugais Luis Figo, le discours d'après-match insiste sur la gestion facile du match : 

« Dès le début nous avons beaucoup pressé. Cela a fini par rentrer très vite, ce qui était une bonne chose pour nous. En deuxième mi-temps nous avons baissé le pied. Mais nous avions le contrôle de la partie, et même si nous avions réduit le rythme nous avions toujours les meilleures occasions. […] Tout le monde pensait que l'Angola était un adversaire facile, nous non. Ils ont prouvé qu'ils avaient une bonne équipe. »

### J2: premier point obtenu malgré la domination mexicaine (0-0)

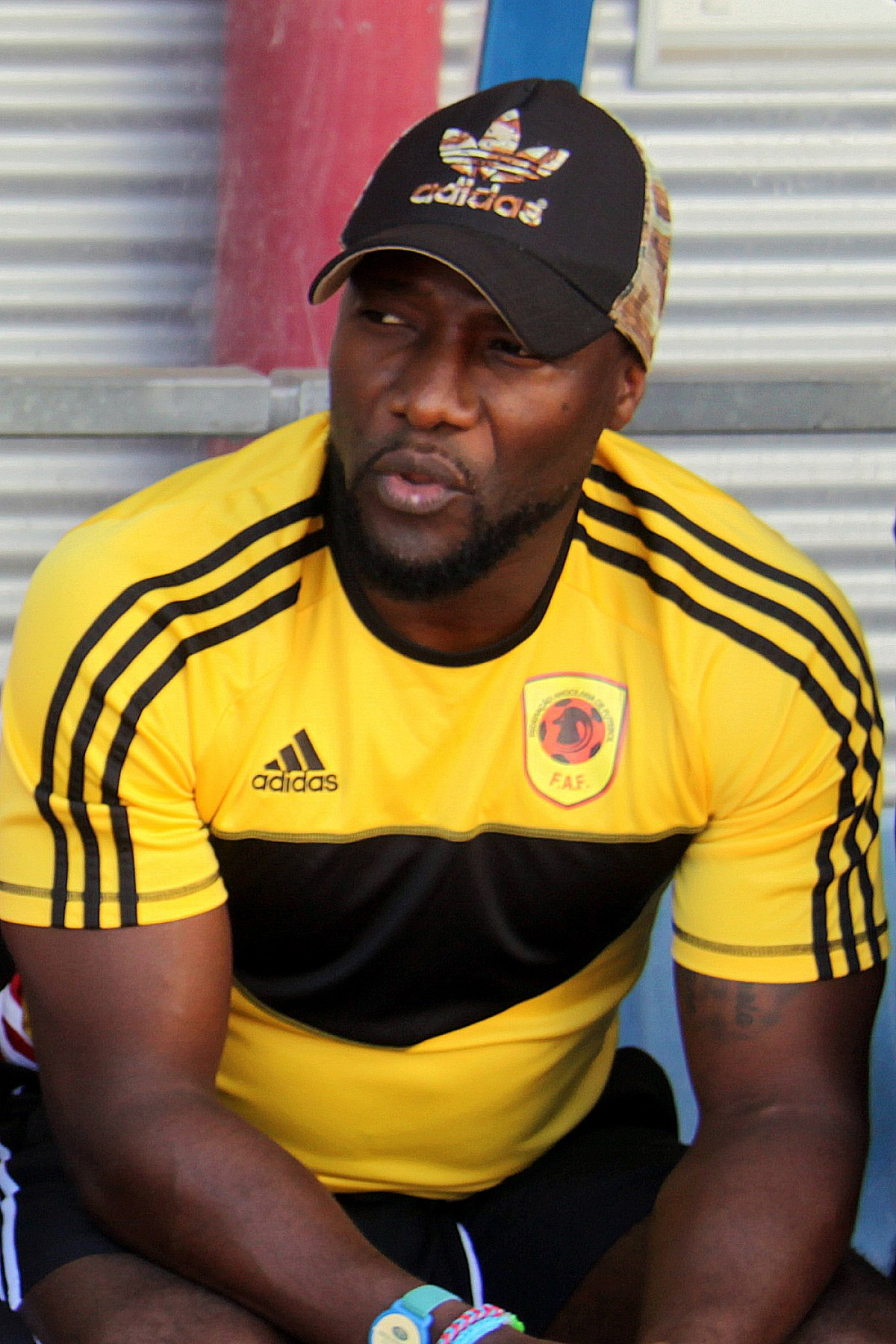
Le milieu défensif André Macanga, ici en 2014, est expulsé lors de ce match contre le Mexique à la soixante-dix-neuvième minute, après deux cartons jaunes.

Pour rebondir après la défaite contre le Portugal, les Angolais doivent fournir davantage de jeu face au Mexique. Pour ce match, le Mexique est privé de son attaquant Borgetti.
Jouant en 4-5-1, les Angolais s'offrent la première occasion à la vingt-deuxième minute par Paulo Figueiredo, sur une frappe aux vingt-cinq mètres. Mais le match est centré sur une bataille au milieu de terrain, Figueiredo et Zé Kalanga doivent faire face aux assauts des Mexicains. Mais à la quarante-quatrième minute, le gardien João Ricardo sauve la sélection à la suite de la frappe de l'attaquant mexicain Omar Bravo.
En deuxième période, les Mexicains ont bien entendu le discours du sélectionneur Ricardo La Volpe, jouent plus haut et pressent davantage les Angolais. Cela se concrétise par des occasions franches mexicaines comme à la cinquante-cinquième minute, qui aboutit au sauvetage sur la ligne de Jamba, ou au face-à-face remporté par Ricardo face à Bravo. Les Angolais peinent à contenir la pression mexicaine, amenant à la soixante-dix-neuvième minute à l'expulsion d'André Macanga, après deux cartons jaunes reçus. Pour finir, l'Angola échappe de peu à la défaite, avec le poteau à la quatre-vingt-huitième minute sur une sortie ratée du gardien angolais.
Ce match nul et vierge entre le Mexique et l'Angola constitue le premier point de l'Angola en Coupe du monde. et un coup d'arrêt pour les Mexicains. Après sa performance lors du match, le gardien angolais João Ricardo est élu Homme du Match par la FIFA,
| Match 23                                         | Mexique   | 0 - 0 | Angola | FIFA WM Stadion Hanovre, Hanovre                |                                                 |
| 16 juin 2006 · 21:00 · Historique des rencontres |           |       |        | Spectateurs : 43 000 Arbitrage : Shamsul Maidin | Spectateurs : 43 000 Arbitrage : Shamsul Maidin |
| 16 juin 2006 · 21:00 · Historique des rencontres | (Rapport) |       |        | Spectateurs : 43 000 Arbitrage : Shamsul Maidin | Spectateurs : 43 000 Arbitrage : Shamsul Maidin |

| MEXIQUE :        |    |                    |     |     |
|                  |    |                    |     |     |
| GB               | 1  | Oswaldo Sánchez    |     |     |
| ArD              | 4  | Rafael Márquez (c) |     |     |
| ArC              | 5  | Ricardo Osorio     |     |     |
| ArG              | 3  | Carlos Salcido     |     |     |
| AiD              | 16 | Mario Mendez       |     |     |
| MDf              | 8  | Pável Pardo        |     |     |
| MDf              | 6  | Gerardo Torrado    |     |     |
| AiG              | 14 | Gonzalo Pineda     | 59e | 78e |
| MJ               | 7  | Sinha              |     | 52e |
| AtD              | 19 | Omar Bravo         |     |     |
| AtG              | 10 | Guillermo Franco   |     | 74e |
| Remplacements :  |    |                    |     |     |
| MOf              | 21 | Jesus Arellano     |     | 52e |
| MOf              | 17 | Francisco Fonseca  |     | 74e |
| AC               | 11 | Ramón Morales      |     | 78e |
| Manager :        |    |                    |     |     |
| Ricardo La Volpe |    |                    |     |     |

| ANGOLA :                |    |               |          |     |
|                         |    |               |          |     |
| GB                      | 1  | João Ricardo  | 86e      |     |
| ArD                     | 20 | Locó          |          |     |
| ArC                     | 3  | Jamba         |          |     |
| ArC                     | 5  | Kali          |          |     |
| ArG                     | 21 | Luís Delgado  | 13e      |     |
| MDf                     | 8  | André Macanga | 44e, 79e |     |
| AiD                     | 17 | Zé Kalanga    | 50e      | 83e |
| MOf                     | 11 | Mateus        |          | 68e |
| MOf                     | 7  | Figueiredo    |          | 73e |
| AiG                     | 14 | Mendonça      |          |     |
| AC                      | 10 | Akwá (c)      |          |     |
| Remplacements :         |    |               |          |     |
| AC                      | 9  | Mantorras     |          | 68e |
| MDf                     | 15 | Rui Marques   |          | 73e |
| AC                      | 6  | Miloy         |          | 83e |
| Manager :               |    |               |          |     |
| Luís Oliveira Gonçalves |    |               |          |     |

| Assistants : Carlos Chandia Rodrigo González Quatrième arbitre : Prachya Permpanich Cinquième arbitre : Eisa Ghoulum Homme du match : João Ricardo |

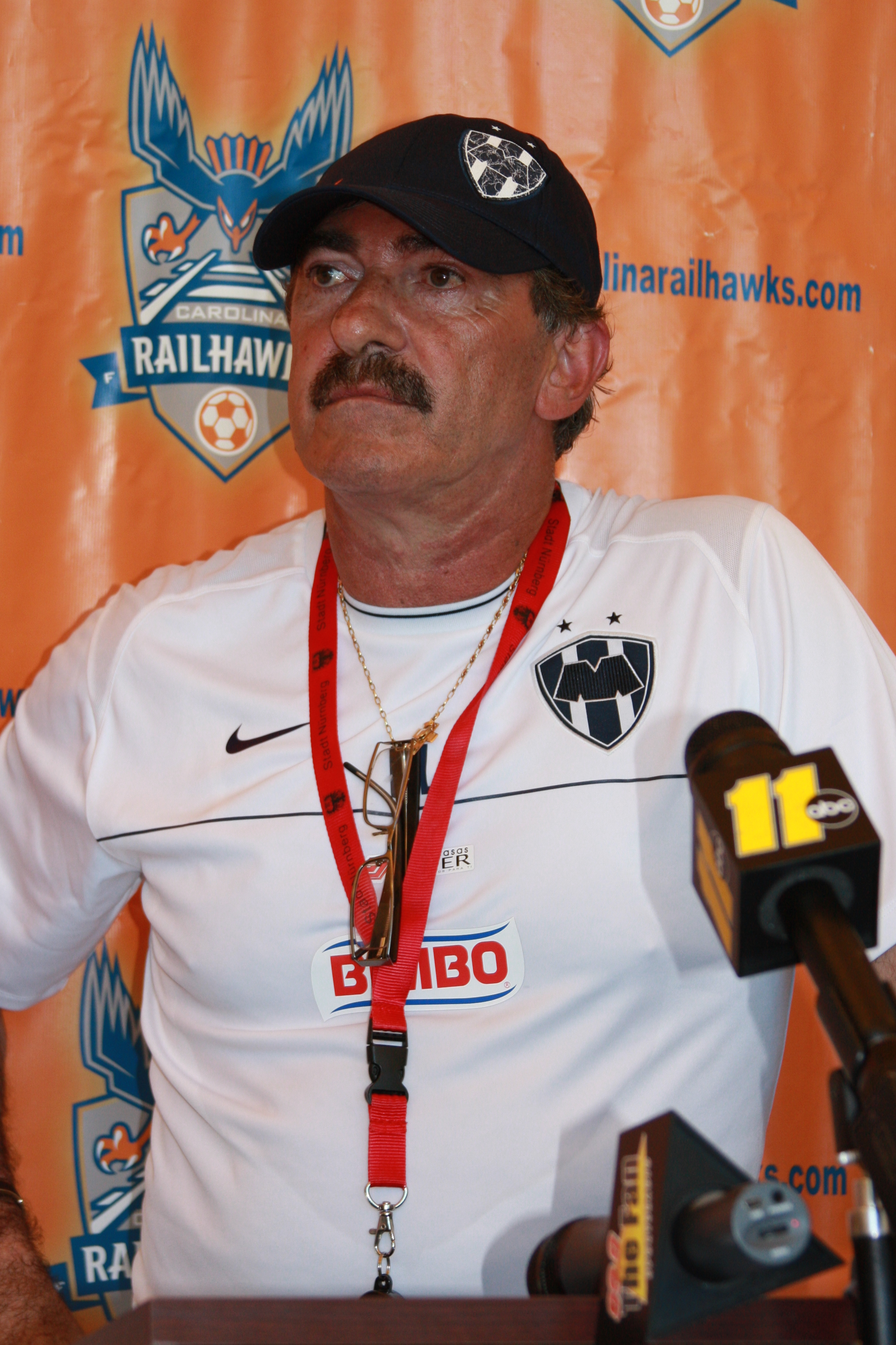
Le sélectionneur du Mexique Ricardo La Volpe est déçu de l'inefficacité des attaquants mexicains face à l'Angola.

Après le coup de sifflet final, le sélectionneur angolais se félicite d'avoir obtenu son premier point et vante la performance des Palancas Negras :   

« Nous avons fait un excellent match. La première mi-temps était équilibrée. Jouer le Mexique est très difficile, mais nous avions mis au point une stratégie pour éviter de souffrir et essayer de marquer. En seconde période, l'équipe a fait de son mieux et nous avons perdu un joueur très important, donc cela a eu un impact sur notre performance.
Pour notre première Coupe du monde, nous prenons un point dès notre deuxième match, c'est donc le meilleur résultat de l'histoire du football angolais. Maintenant, nous voulons gagner le troisième match contre l'Iran, même si ce sera encore plus difficile que les deux premiers. J'aime voir mon équipe jouer contre de grosses équipes, car les statistiques montrent que nous jouons mieux contre les grandes formations, mais après ce point, nous devons penser que nous pouvons en prendre trois lors de la dernière partie. »

Cela contraste avec le discours du sélectionneur du Mexique, Ricardo La Volpe, qui montre la domination des Mexicains durant le match mais souligne le manque d'efficacité face au but : 

« Nous avons bien joué. Il y avait une seule équipe sur le terrain, le Mexique, mais nous avons manqué d'efficacité. Ils ont joué de manière défensive comme on s'y attendait. Nous devions passer neuf de leurs joueurs pour marquer.
Dans ce genre de match, il faut réussir à se frayer un passage dans la défense, ce qui n'est pas facile contre une équipe pareille. Pour cela, il faut un peu de chance ou marquer un but, pour qu'elle se découvre, mais je le répète, nous n'avons pas été assez efficaces devant le but. »

### J3: match contre l'Iran, entre espoirs et déceptions (1-1)

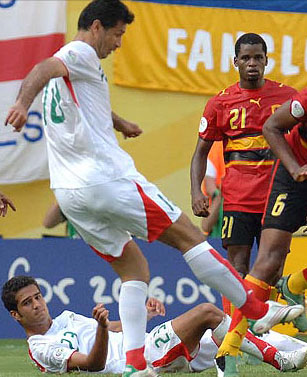
L'Iranien Ali Daei joue son dernier match international contre l'Angola, sans inscrire de but.

Avec un point, l'Angola a un mince espoir de se qualifier si le Mexique perd son match contre le Portugal par au moins deux buts d'écart et que dans le même temps, l'Angola bat l'Iran par au moins trois buts d'écart. C'est avec ce scénario dans la tête que les Angolais abordent le match contre l'Iran.
Pour ce match, les Angolais doivent se passer d'André Macanga, expulsé lors du match précédent, qui est remplacé par Miloy. Quant à l'Iran, elle est privée de son défenseur Yahya Golmohammadi et de son milieu de terrain Javad Nekounam. Enfin, le sélectionneur de l'Iran fait jouer le vétéran de trente-sept ans Ali Daei, pour son dernier match international.
Adoptant le même schéma que contre le Mexique (en 4-5-1), les Palancas Negras sont solides en défense mais sont incapables de prendre le jeu à leur compte sur le front de l’attaque. De même, les blessures de Loco et de Mateus (blessé au bras) en première période et de Akwá (blessure à l'aine) en seconde période ont joué sur la performance des Angolais durant ce match.

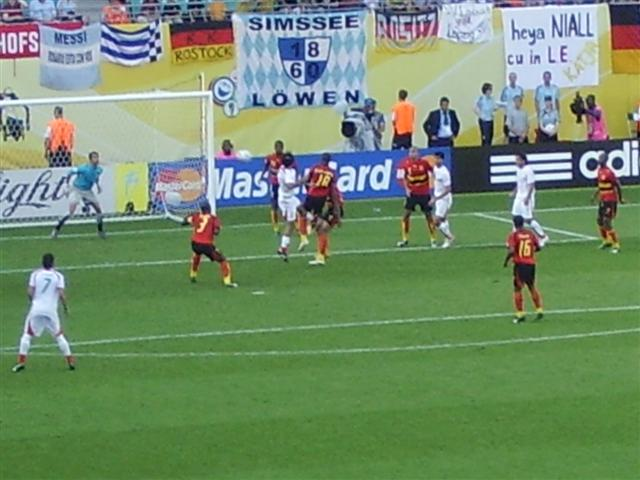
L'Iranien Bakhtiarizadeh égalise à la soixante-quinzième minute de la tête sur un corner.

La première mi-temps est dominée par les Iraniens, qui vendangent beaucoup d'occasions et même le sauvetage sur la ligne à la vingt-huitième minute sonnent comme un avertissement pour les Angolais.
Il faut attendre la seconde période pour voir les Angolais, contre le cours du jeu, inscrire un but par Flávio à la soixantième minute de la tête sur un centre de Zé Kalanga. Ce but, qui constitue le premier but angolais en Coupe du monde, donne de l'espoir aux Angolais car combiné au score de Portugal-Mexique (2-1), les Angolais doivent encore marquer pour se qualifier. Cependant, les Iraniens pratiquent sur un jeu en passes courtes et une succession de une-deux pour s'accaparer le ballon et il faut attendre la soixante-seizième minute sur un corner de Mahdavikia pour que la tête de Bakhtiarizadeh permette d'égaliser. Finalement, les espoirs des Angolais ont été refroidis par le but iranien et même si la domination iranienne continue jusqu'à la fin du match, le score ne change plus. Le résultat final n'arrange ni les Iraniens, ni les Angolais, qui sont tous les deux éliminés au premier tour.
Après sa performance lors du match, le milieu angolais Zé Kalanga est élu Homme du Match par la FIFA.
| Match 40                                         | Iran               | 1 - 1 | Angola     | Zentralstadion, Leipzig                      |                                              |
| 21 juin 2006 · 16:00 · Historique des rencontres | Bakhtiarizadeh 75e |       | 60e Flávio | Spectateurs : 38 000 Arbitrage : Mark Shield | Spectateurs : 38 000 Arbitrage : Mark Shield |
| 21 juin 2006 · 16:00 · Historique des rencontres | (Rapport)          |       |            | Spectateurs : 38 000 Arbitrage : Mark Shield | Spectateurs : 38 000 Arbitrage : Mark Shield |

| IRAN:            |    |                       |       |     |
|                  |    |                       |       |     |
| GB               | 1  | Ebrahim Mirzapour     |       |     |
| ArD              | 13 | Hossein Kaebi         |       | 67e |
| ArC              | 3  | Sorhab Bakhtiarizadeh |       |     |
| ArC              | 5  | Rahman Rezaei         |       |     |
| ArG              | 20 | Mohammad Nosrati      |       | 13e |
| MDf              | 14 | Andranik Teymourian   | 55e   |     |
| MDf              | 7  | Fereydoon Zandi       | 90+1e |     |
| AiD              | 2  | Mehdi Mahdavikia      |       |     |
| MJ               | 9  | Vahid Hashemian       |       | 39e |
| AiG              | 21 | Mehrzad Madanchi      | 37e   |     |
| AC               | 10 | Ali Daei (c)          |       |     |
| Remplacements :  |    |                       |       |     |
| MOf              | 23 | Masoud Shojaei        |       | 13e |
| AC               | 11 | Rasoul Khatibi        |       | 39e |
| AC               | 15 | Arash Borhani         |       | 67e |
| Manager :        |    |                       |       |     |
| Branko Ivanković |    |                       |       |     |

| ANGOLA:                 |    |              |     |     |
|                         |    |              |     |     |
| GB                      | 1  | João Ricardo |     |     |
| ArD                     | 20 | Loco         | 22e |     |
| ArC                     | 3  | Jamba        |     |     |
| ArC                     | 5  | Kali         |     |     |
| ArG                     | 21 | Delgado      |     |     |
| MDf                     | 7  | Figueiredo   |     | 73e |
| MDf                     | 6  | Miloy        |     |     |
| AiD                     | 17 | Zé Kalanga   | 67e |     |
| MJ                      | 11 | Mateus       |     | 23e |
| AiG                     | 14 | Mendonça     | 46e |     |
| AC                      | 10 | Akwá (c)     |     | 51e |
| Remplacements :         |    |              |     |     |
| AC                      | 18 | Love         |     | 23e |
| AC                      | 16 | Flávio       |     | 51e |
| MDf                     | 15 | Rui Marques  |     | 73e |
| Manager :               |    |              |     |     |
| Luís Oliveira Gonçalves |    |              |     |     |

| Assistants : Nathan Gibson Ben Wilson Quatrième arbitre : Carlos Simon Cinquième arbitre : Aristeu Tavares Homme du match : Zé Kalanga |

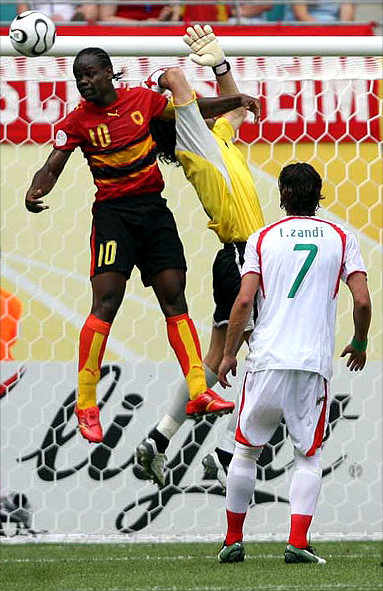
L'Angolais Akwá à la lutte en l'air avec le gardien iranien Ebrahim Mirzapour, sous les yeux de Ferydoon Zandi
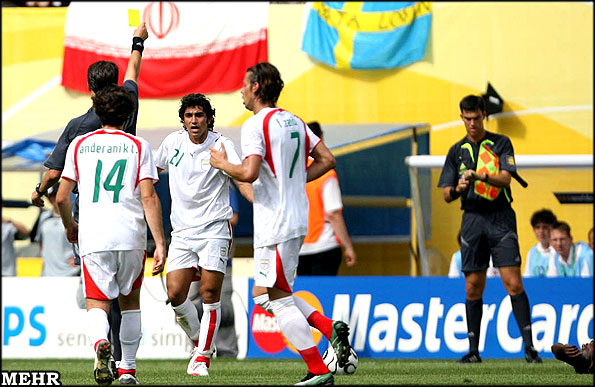
L'arbitre australien Mark Shield met un carton jaune à la trente-septième minute à l'Iranien Mehrzad Madanchi
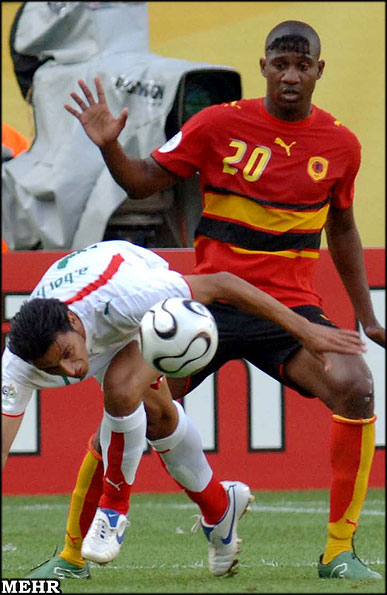
L'Angolais Loco face à l'Iranien Arash Borhani
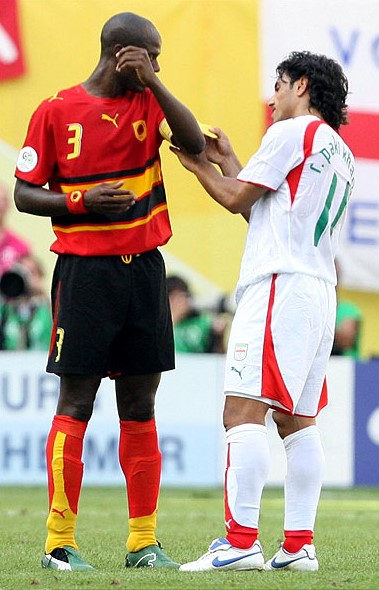
L'Iranien Rasoul Khatibi aide l'Angolais Jamba à mettre son brassard de capitaine à la soixante-douzième minute du match
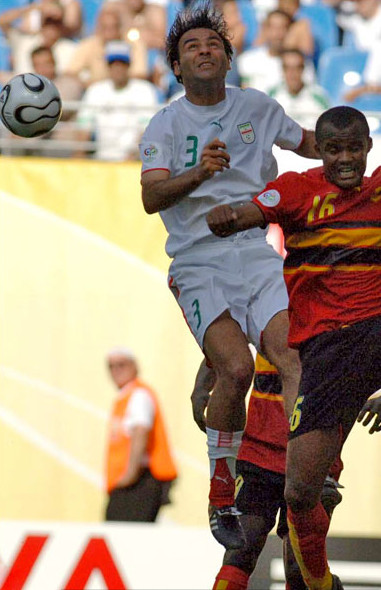
Lutte de la tête entre l'Iranien Sohrab Bakhtiarizadeh et l'Angolais Flávio.

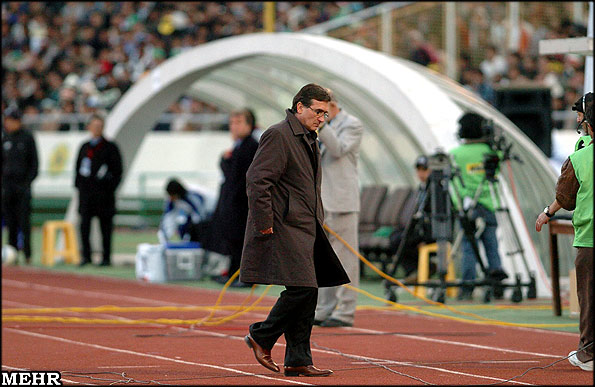
Le sélectionneur de l'Iran Branko Ivanković, ici contre le Japon durant les qualifications pour le Mondial 2006, est déçu de ne pas avoir fait davantage contre l'Angola, vu la domination de son équipe.

Après le coup de sifflet final, le sélectionneur angolais est à la fois déçu de ne pas avoir réussi à battre l'Iran et heureux de la prestation des Palancas Negras dans ce Mondial. Ce qui est surprenant, c'est qu'il ne parle pas des trois joueurs angolais blessés dans le match. Voici pour autant sa réaction :   

« Je suis fier de mes joueurs, nous avons toutes les raisons d'être fiers. Nous n'avons pas pu jouer notre jeu car les Iraniens étaient tout le temps sur nous. Le nul est juste, aucune des deux équipes ne méritait de gagner. Nous étions trop nerveux à l'idée de gagner ce match. La défense a été distraite sur l'égalisation, et c'était dur de jouer sous le soleil et dans cette chaleur.
Ce résultat va j'espère faire progresser le football africain. Nous avons besoin de plus d'organisation, de meilleures infrastructures et de plus investir dans les jeunes joueurs. Un jour, le monde réalisera que l'Afrique a un nom à défendre et qu'elle défendra sa réputation. »

Néanmoins, le sélectionneur de l'Iran, le Croate Branko Ivanković, insiste sur la force des Iraniens d'être revenu au score, sur la domination des Iraniens tout au long du match et sur la frustration de ne pas avoir réussi à faire davantage dans le Mondial : 

« Mes joueurs ont tenté de gagner ce match tout au long des 90 minutes mais nous n'avons pas eu de chance. Nous nous sommes créés plus d'occasions que les Angolais, nous méritions de gagner aujourd'hui. Nous avons eu des problèmes en première période, avec les sorties de Hashemian et de Nosrati, mais à 0-1 nous avons accéléré pour égaliser. Nous avons pris des risques.
Sur les trois matches de poule, il nous a manqué des petites choses pour jouer le second tour. »

### Bilan du Mondial pour lesPalancas Negras
|   | Équipe   | Pts | J | G | N | P | BP | BC | Diff |
| - | -------- | --- | - | - | - | - | -- | -- | ---- |
| 1 | Portugal | 9   | 3 | 3 | 0 | 0 | 5  | 1  | 4    |
| 2 | Mexique  | 4   | 3 | 1 | 1 | 1 | 4  | 3  | 1    |
| 3 | Angola   | 2   | 3 | 0 | 2 | 1 | 1  | 2  | -1   |
| 4 | Iran     | 1   | 3 | 0 | 1 | 2 | 2  | 6  | -4   |

| 11 juin | Mexique  | 3-1 | Iran     |
| 11 juin | Angola   | 0-1 | Portugal |
| 16 juin | Mexique  | 0-0 | Angola   |
| 17 juin | Portugal | 2-0 | Iran     |
| 21 juin | Portugal | 2-1 | Mexique  |
| 21 juin | Iran     | 1-1 | Angola   |

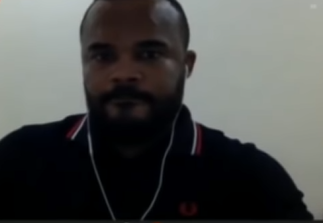
Flávio Amado est l'unique buteur angolais en Coupe du monde.

Pour l'Angola, le bilan est de deux matches nuls et d'une défaite, ce qui est une performance pour une sélection novice en Coupe du monde. Un seul but a été marqué par Flávio Amado, contre l'Iran, ce qui reflète la faiblesse de l'attaque angolaise.
Quant au classement complet des 32 équipes ayant participé au tournoi prend en compte, en plus du stade de la compétition atteint, le nombre total de points obtenus, puis la différence de buts et enfin le nombre de buts inscrits. Le nombre de points est calculé de la même manière que pour le premier tour, à savoir en attribuant trois points pour un match gagné, un point pour un match nul et aucun point pour une défaite. Dans ce classement, l'Angola est classé à la 23e place, entre la Croatie et la Tunisie.
Extrait du classement FIFA pour la Coupe du monde 2006
| Place | Sélection nationale |
| ----- | ------------------- |
| 21    | Pologne             |
| 22    | Croatie             |
| 23    | Angola              |
| 24    | Tunisie             |
| 25    | États-Unis          |
| =     | Iran                |

La FIFA fait l'éloge de l'Angola dans le rapport de la compétition : 

« L'Angola a été une bonne surprise en résistant bien à tous les adversaires : 2 matches nuls (Mexique et Iran) et 1 défaite (Portugal).
Dans le dernier match, des circonstances plus favorables auraient pu lui permettre de se qualifier. Mais il lui aurait fallu mieux qu'un match nul. Les Angolais jouent majoritairement dans le championnat local et dans les divisions inférieures à l'étranger. »

Cela est confirmé par le gardien angolais João Ricardo dans une interview après le Mondial allemand :

« Notre équipe est la moins bien classée au classement FIFA.
Nous n'avons pas de vedette et presque tous nos joueurs évoluent de deuxième division. Dans ces conditions, j'estime qu'on a réalisé une belle performance. Il nous a juste manqué un peu d'expérience. »

Quant à l'aspect financier, la FIFA verse une somme de 332 millions de francs suisses aux équipes participantes, soit 214,3 millions d'euros. Comme pour chaque équipe, l'Angola a reçu un million de francs suisses pour financer sa préparation de la compétition, plus six millions de francs suisses avoir été classé entre la 17e à la 32e. De même, la FIFA prend en charge les frais de voyage des délégations composées de 45 personnes chacune, ainsi qu'une partie des frais d'hébergement,.
La performance des Angolais permet aux Palancas Negras d'accéder à la 53e place du classement FIFA, ce qui ne constitue pas le meilleur classement de la sélection angolaise,.
Aujourd'hui encore, l'équipe qui a participé au Mondial 2006 reste dans les mémoires des supporters des Palancas Negras. Quatre joueurs ayant disputé le Mondial allemand font partie du XI de légende des Palancas Negras, à savoir João Ricardo, Kali, Mantorras et Akwá.
| Gardiens     | Défenseurs                             | Milieux                                    | Attaquants   |
| ------------ | -------------------------------------- | ------------------------------------------ | ------------ |
| João Ricardo | Clinton Mata Bastos Jonás Ramalho Kali | Mantorras Fredy Djalma Campos Hélder Costa | Akwá Manucho |

## L'après Mondial 2006

### En route vers la CAN 2010

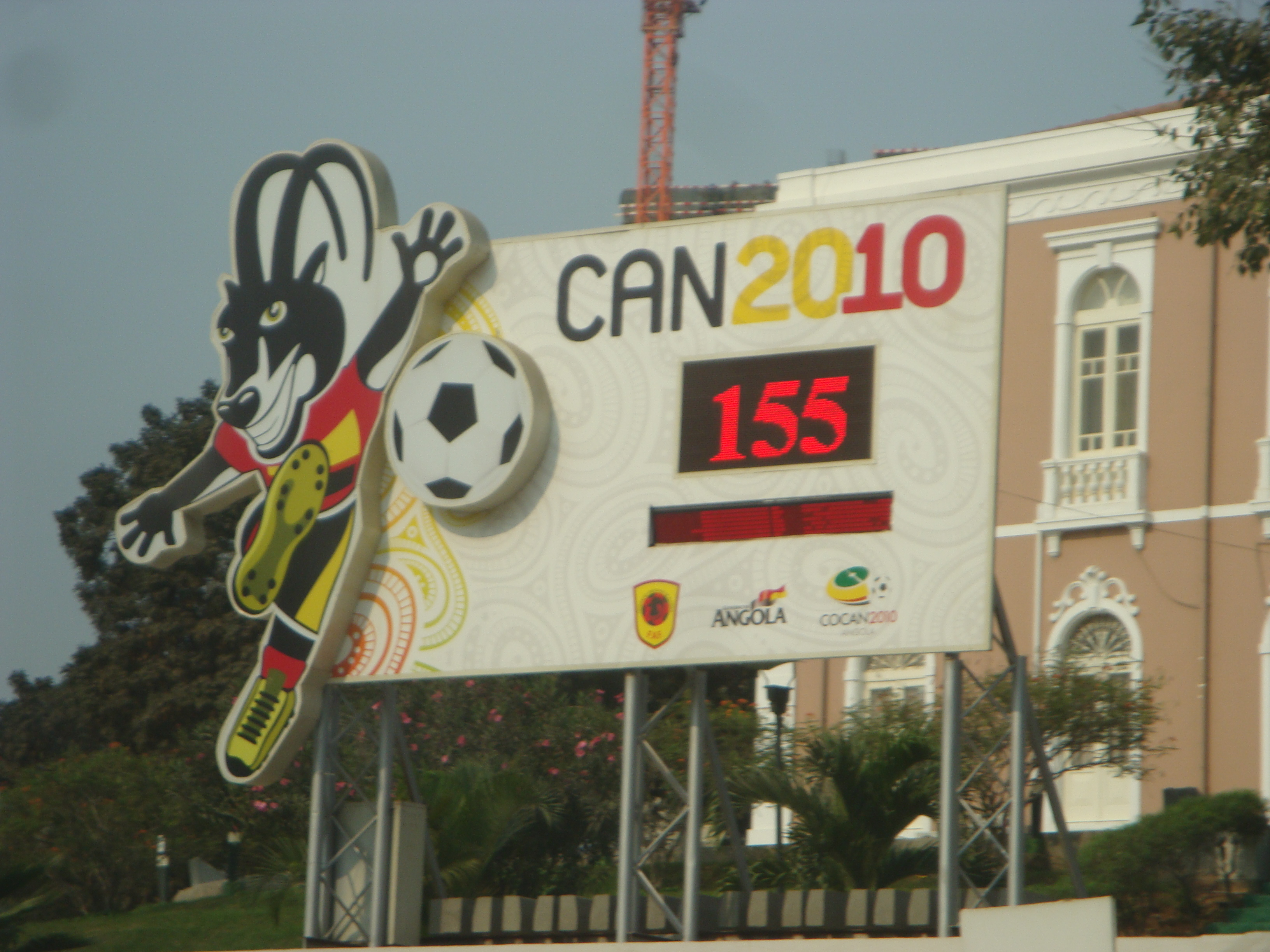
Ce panneau montre le compte à rebours de la CAN 2010 avant le début de la compétition, à savoir le 10 janvier 2010.

Avec cette campagne en Allemagne, le 4 septembre 2006, la CAF nomme l'Angola comme pays organisateur pour la Coupe d'Afrique des nations 2010. Afin de se préparer pour cette coupe d'Afrique, il faut déjà réussir à se qualifier pour l'édition 2008 et c'est pour cela que le sélectionneur Luís Oliveira Gonçalves poursuit sur sa lancée du Mondial, lui permettant de se qualifier pour la CAN 2008. Durant ce tournoi, avec un effectif proche de celui du Mondial 2006, les Palancas Negras se sont révélés comme révélation du tournoi, reposant sur le duo d'attaque Manucho-Flávio et ont réussi à atteindre les quarts-de-finale, battus par l'Égypte. Cela constitue la meilleure performance des Angolais dans une coupe d'Afrique.
Cependant, pour la CAN 2010, l'Angola doit participer aux éliminatoires du Mondial 2010 en Afrique du Sud car les éliminatoires du Mondial sont aussi ceux de la CAN 2010. Lors du second tour des qualifications pour le Mondial, les résultats ne permettent pas de se qualifier pour le Mondial et les retraites de João Ricardo, de Paulo Figueiredo et de Akwá affaiblissent le niveau de l'équipe. Cela va ainsi conduire à l'éviction de Luís Oliveira Gonçalves au profit de son assistant Mabi de Almeida en novembre 2008. Même sous la conduite de Mabi de Almeida, les résultats ne sont pas bons, ce qui conduit à l'éviction du sélectionneur en avril 2009, remplacé par le Portugais Manuel José.

Le Front de libération de l'enclave de Cabinda (FLEC) est en guerre contre l'Angola pour obtenir son indépendance. L'attaque contre le bus de l'équipe du Togo de football met à mal l'Angola qui se voulait être un pays pacifié.

Cette CAN doit être une vitrine pour changer l'image du pays après des années de guerre. La guerre étant finie en 2002, le pays va se servir du pétrole présent dans son sous-sol pour devenir un acteur plus important. La croissance économique depuis 2006 (20 % de croissance) et l'adhésion à l'OPEP en 2007 font de ce pays un grand pays producteur de pétrole, derrière le Nigeria, permettant au pays d'attirer des investissements étrangers dont chinois. Ces derniers vont même engager des entreprises chinoises pour réaliser les quatre stades nécessaires à la CAN 2010. Pour ce tournoi, le gouvernement a investi 600 millions de dollars pour les stades, les infrastructures de transport et des télécommunications.
Lors de cette CAN à domicile, les Angolais réussissent à passer le premier tour et à atteindre comme en 2008 les quarts-de-finale, mais sont battus par les Ghanéens (0-1). Mais ce que l'on retient, c'est que la CAN 2010 était prévue pour montrer un pays pacifié mais l'attaque contre le bus du Togo a montré les lacunes des autorités dans l'organisation d'une compétition. En effet, l'enclave de Cabinda est sujette à des affrontements entre les indépendantistes du Front de libération de l'enclave de Cabinda (FLEC) et les autorités de Luanda. Cette lutte date depuis des années 1960 mais surtout depuis l'indépendance en 1975.

### Depuis 2010, l'irrégularité des Palancas Negras

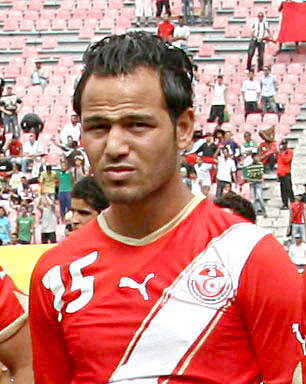
Le Tunisien Zouhaier Dhaouadi marque le deuxième but en finale contre l'Angola (3-0) et termine meilleur joueur et meilleur buteur du CHAN 2011.

Après la CAN 2010, les Palancas Negras ne confirment pas les espoirs placés en eux. D'un côté, ils sont capables d'aller en finale du CHAN 2011 avec quatre éléments qui ont fait le Mondial 2006, d'atteindre les quarts-de-finale du CHAN 2018 et de la CAN 2023. De l'autre, ils ont déçu en ne qualifiant pas une nouvelle fois pour la Coupe du monde (2014 ; 2018, ; 2022), en ne dépassant pas le premier tour de la CAN (2012, 2013, 2019).
Pour autant, cette épopée 2006 sert de référence et pour la commémorer, la fédération angolaise (FAF) a rendu hommage le 21 juin 2017 au Muséum d'Histoire naturelle de Luanda. Cependant, malgré les hommages rendus, le joueur Zé Kalanga dans une interview en novembre 2022 rappelle brièvement l'épopée 2006 mais surtout alerte sur les problèmes dans le football angolais :

« C'était un événement historique. […] Wow ! C'était émouvant pour nos athlètes et pour le peuple angolais. […]
Mais [depuis le Mondial 2006], il y avait beaucoup d'attentes, on pensait que nous avions des solutions pour tout mais rapidement notre football tombe en déclin. En fait, cela n'était qu'un rêve. […]
Je vais être honnête et sincère : ce que je sais, c'est que le football angolais est en train de mourir. »

En effet, les bousculades en 2017 à l'Estádio 4 de Janeiro (en),, et en 2018 à l'Estádio Nacional 11 de Novembro, ainsi que le délabrement des stades angolais,, et le scandale de corruption dans le football angolais en septembre 2023,,, mettent à mal tous les espoirs provoqués par la participation au Mondial 2006.